# A Dragon Ball Z epizódjainak listája
Az alábbi cikkben a Dragon Ball Z című animesorozat részei vannak felsorolva, történetszálanként lebontva.

## Saiyan (Csillagharcos) Saga (1–35. rész)
A Dragon Ball Z első nagyobb történetívében három különös idegen, akik magukat csillagharcosnak nevezik, érkeznek a Földre. Először Son Gokut keresik, később azonban a kristálygömbökre fáj a foguk. Legerősebb közülük Vegita, a faj bukott hercege. Az évad Raditz, Goku, és Ifjú Sátán küzdelmeit követi, valamint a harcosok felkészülését az újabb csillagharcosok érkezéséig.
| # | Epizód címe | Első japán sugárzás  | Első magyar (RTL Klub / Viasat 6) sugárzás |
| --- | --- | -------------------- | ------------------------------------------ |
| 1 | A rejtélyes harcos Mini Gokú va Obotcsama! Boku Gohan Desz (ミニ悟空はおぼっちゃま! ボク悟飯です)                     | 1989. április 26.    | 1998. október 26./ 2012. szeptember 1.     |
| Öt év telt el azóta, hogy Son Goku megnyerte a 23. Harcművészetek Nagytornáját. Fia, Son Gohan az erdőben kalandozik, amikor egy tigris ellopja a sapkáját. Miközben az állatot keresi, véletlenül a folyóba zuhan. Goku a keresésére indul és megtalálja a sapkát, majd megmenti fiát is. Ezután mindketten Zseniális Teknős házához indulnak. Eközben egy különös idegen érkezik a Földre, aki a testvérét, egy bizonyos Kakarrotot keres. A műszerei egy erős földlakót érzékelnek, aki nem más, mint Ifjú Sátán. Sátán azonban nem bír az erős harcossal, aki, még mielőtt végezhetne vele, megtalálja testvérét, és a nyomába indul.                                                                            | |                      |                                            |
| 2 | Son Goku múltja Sidzsó Szaikjú no Szensi va Gokú no Ani Datta! (史上最強の戦士は悟空の兄だった)                       | 1989. május 3.       | 1998. október 27./ 2012. szeptember 2.     |
| Goku és Gohan megérkeznek Zseniális Teknős házába, ahol találkoznak Bulmával és Krilinnel is. A többieknek feltűnik, mennyire másként viselkedik Gohan gyerekként, mint annak idején Goku, amire az a magyarázat, hogy Chi-Chi nem engedi, hogy harcművészetet tanuljon. A titokzatos idegen a szigetre érkezik, és Raditzként mutatkozik be. Azt mondja, hogy ő Son Goku bátyja, egy csillagharcos. Gokut azért küldték a Földre, hogy elpusztítsa annak lakóit, de egy baleset miatt elfelejtette küldetése célját. Raditz arra akarja kényszeríteni öccsét, hogy tartson velük, az igen kevés számú csillagharcossal, és nem fogad el nemleges választ.                                                           | |                      |                                            |
| 3 | Egy félelmetes csapat Jatta! Kore ga csijó Szaikjó no Konbi Da! (やった! これが地上最強のコンビだ)                    | 1989. május 10.      | 1998. október 28./ 2012. szeptember 3.     |
| Azért, hogy Gokut rákényszerítse a szövetségre, Raditz elrabolja Gohant, és száz földlakó meggyilkolását kéri visszaadásáért cserébe. Goku, bár gyengébb nála, eltökélte magát, hogy visszaszerzi a fiát. Zseniális Teknős és Krilin ajánlkoznak, hogy segítenek neki, de Goku elutasítja - ha meghalnának, a kristálygömbök többé nem támaszthatnák fel őket, mert egyszer már kívánták ezt. Váratlanul megérkezik Ifjú Sátán, aki kényszerű szövetséget ajánl Gokunak. Ketten indulnak megkeresni Gohant a kristálygömblokátor segítségével. Raditz észleli érkezésüket, de nem hiszi, hogy a két harcos lenne az, mert a harci kapacitásuk túl nagynak tűnik. Végül rájön, hogy igazából Gohanból árad ez az erő. | |                      |                                            |
| 4 | Amikor az ellenség meghátrál Pikkoro no Kirifuda! Gohan va Nakimusikun (ピッコロの切り札! 悟飯は泣きむしクン)         | 1989. május 17.      | 1998. október 29./ 2012. szeptember 4.     |
| Goku és Ifjú Sátán mindent bevetnek Raditz ellen, de nem érhetnek fel ketten sem az erejével. Mindketten megsérülnek, Sátán pedig elveszti az egyik karját. Hogy legyőzhesse, Sátán beveti új, speciális támadását, ám ez sem elég. Goku végül elkapja Raditz farkát, amivel láthatóan legyőzi és megadásra kényszeríti őt. Goku naiv módon elengedi, ám Raditz orvul rátámad. Már majdnem megölné, amikor különös erőt észlel Gohan felől. | |                      |                                            |
| 5 | Son Goku feláldozza életét Gokú Sisu! Raszuto csanszu va icsido dake (悟空死す! ラストチャンスは一度だけ)             | 1989. május 24.      | 1998. október 30./ 2012. szeptember 5.     |
| Gohan dühe elszabadul, ahogy látja, hogyan kínozza Raditz Gokut, és ellátja a csillagharcos baját. Ereje azonban gyorsan elfogy, így Raditz ellentámadásba megy át, hogy végezzen vele. Goku azonban még ekkor elég erős ahhoz, hogy lefogja őt, amíg Sátán újra összeszedi minden erejét támadásához. Ez a csapás sajnos megöli Gokut is. Sátán elmondja a haldokló Raditznak, hogy léteznek kristálygömbök, ám döbbenten veszi tudomásul, hogy egy átjátszó segítségével a másik két csillagharcos, akik erősebbek nála, tudomást szerzett róla, és egy év múlva a Földre érkeznek. | |                      |                                            |
| 6 | A végső győzelemért Enmaszama mo Bikkuri – Ano jo de Fajto (エンマ様もビックリ あの世でファイト)                      | 1989. június 7.      | 1998. november 2./ 2012. szeptember 6.     |
| Hogy felkészítse a visszatérésre, a Mindenható úgy dönt, hogy az Északi Kaitóhoz küldi Gokut, aki egy legendás harcművészeti mester. Ám ahhoz, hogy eljusson hozzá, a kígyók útján kell áthaladnia, melyről ha lezuhan, örök időkre a senki földjén ragad. Goku először repüléssel próbálkozik, de hamar kénytelen gyaloglásra váltani. Közben Ifjú Sátán úgy dönt, hogy tréningezni fogja Gohant, és először a félelem erejével próbálja meggyőzni. Bulma nekilát tanulmányozni a Raditz által hátrahagyott szenzort, míg Krilinre vár a feladat, hogy közölje Chi-Chivel, mi történt szeretteivel. | |                      |                                            |
| 7 | Son Gohan felkészítése Kjórjú to Szabajbaru! Gohan no curai sugjó (恐竜とサバイバル! 悟飯のツライ修行)                | 1989. június 14.     | 1998. november 3./ 2012. szeptember 7.     |
| Ifjú Sátán fél évre magára hagyja Gohant egy erdőben, hogy megtanítsa az önálló életre, ahogyan az korábban vele is történt. Gohan az erejének hála simán veszi az akadályokat. Közben a Mindenható közli Momóval, hogy hamarosan mind ő, mind Sátán meg fognak halni egy ismeretlen okból kifolyólag, és talán ez lehetett az oka annak, hogy Sátán megenyhült Gohan irányában. Eközben Krilin még mindig nem merte elmondani Chi-Chinek az igazat. | |                      |                                            |
| 8 | Son Gohan átváltozik Cuki no Kagajaku joru ni Dajhensin! Gohan Pavá no Himitsz (月の輝く夜に大変身! 悟飯パワーの秘密) | 1989. június 21.     | 1998. november 4./ 2012. szeptember 8.     |
| Miközben a többiek a kristálygömbök felkutatásába kezdenek, Chi-Chi is megtudja az igazat, Zseniális Teknőstől. Megjelenik Yai, és Krilinnek új feladatot ad: össze kell gyűjtenie Yamchát, Tensinhant és Chaost, hogy felkészülhessenek a csillagharcosok érkezésére. Azt is elmondja, hogy Baba azt üzeni: Goku szeretné, ha még az érkezésük előtt feltámasztanák. Időközben Gohan belenéz a teliholdba, és egy hatalmas majommá változik. Mivel sehogy máshogy nem tudja megállítani, Ifjú Sátán kénytelen elpusztítani a Holdat. Ezután a biztonság kedvéért eltávolítja Gohan farkát, és olyan ruházatot s kardot ad neki, amilyen neki is van.                                                                | |                      |                                            |
| 9 | A robot Gomen ne Robottoszan – Szabaku ni Kieta Namida (ゴメンねロボットさん 砂漠に消えた涙)                          | 1989. június 28.     | 1998. november 5./ 2012. szeptember 9.     |
| Gohan magához tér az erdőben, és semmire sem emlékszik abból, ami történt. Vadállatok által üldöztetve végül egy verembe esik, ahol egy több mint harminc éve foglyul esett robottal osztja meg társaságát. Bár a robot durvának és érdektelennek mutatkozik, végül segít Gohannak kimenekülni, amikor beomlik a hely. | |                      |                                            |
| 10 | Son Gohan útitársa Naku na Gohan! Hadzsimete no Tatakai (泣くな悟飯! はじめての闘い)                                  | 1989. július 5.      | 1998. november 6./ 2012. szeptember 10.    |
| Krilin, Bulma, és Macsek megtalálják Yamchát, aki egy baseballcsapat sztárjátékosi posztjára ácsingózik. Meggyőzik, hogy tartson velük az ellenségekkel szemben, cserébe a legjobb mestertől tanulhat. Gohan bátorsága és nagylelkűsége napról napra növekszik, megment az erdőben egy dinoszauruszt, ellátja a sebeit, majd megpróbálja megvédeni egy ragadozótól, de sikertelenül. | |                      |                                            |
| 11 | A kitérő Ucsúicsi no Kjószensi – Szaijadzsin Mezameru! (宇宙一の強戦士 サイヤ人めざめる!)                             | 1989. július 12.     | 1998. november 9./ 2012. szeptember 11.    |
| Goku még mindig úton van Kaitó mester felé. A két csillagharcos, Vegita és Nappa pedig a Föld felé tartva fogságba esnek az Arlia bolygón. Ám amikor a király elé vinnék őket, könnyűszerrel kiszabadulnak és végeznek a zsarnok uralkodóval. Bár Arlia népe hálás ezért, a szívtelen Vegita elpusztítja az egész bolygót. | |                      |                                            |
| 12 | A végtelen út Hebi no Micsi de Inemuri – Gokú ga Okkocsiru (蛇の道でいねむり 悟空が落っこちる)                        | 1989. július 19.     | 1998. november 10./ 2012. szeptember 12.   |
| Miközben Gohan megpróbál túlélni a vadonban, Sátán is keményen edzi magát. Krilin és Bulma sehogy sem találják Tensinhant és Chaost, akik a hegyekben edzenek. Megvan nekik is a maguk problémája: Launch agresszív énje terrorizálja őket. Végül mindhárman elindulnak. | |                      |                                            |
| 13 | A titkos átjáró Te o Daszu na! Enmaszama no Himitsz no Kudamono (手を出すな! エンマ様の秘密の果実)                    | 1989. július 26.     | 1998. november 11./ 2012. szeptember 13.   |
| Goku véletlenül lezuhan az útról, egyenesen a pokolba, ahol talál egy gyümölcsfát. Szakít róla egy gyümölcsöt, csakhogy a fa Yai királyé, akinek két szörnye megtiltja, hogy fogyasszon belőle, az ugyanis fáradhatatlanságot biztosít a megevőjének. Goku sikerrel kiállja a szörnyek próbáját, akik visszavezetik őt az útra. Sajnos átverik, mert az út legelejére kerül ki, de mivel ellopott egy gyümölcsöt, az út újrakezdése egyáltalán nem olyan fárasztó neki. | |                      |                                            |
| 14 | A hercegnő Amai júvaku! Hebihimeszama no Omotenasi (あま〜い誘惑! 蛇姫さまのおもてなし)                               | 1989. augusztus 2.   | 1998. november 12./ 2012. szeptember 14.   |
| Goku gyors tempóban túlszárnyal azon a helyen, ahol leesett az útról. Hamarosan meglát egy kastélyt, ahol úgy hiszi, Kaitó élhet, de csak egy hercegnőt talál ott. A hercegnőnek megtetszik Goku, és mindent bevet, hogy megakadályozza távozását. Goku azonban eltökélt abban, hogy eljusson Kaitóhoz, ezért igazi alakját is beveti, hogy visszatartsa. | |                      |                                            |
| 15 | A vihar Pikkoro kara no Dasszutsz! Arasi o jobu Gohan (ピッコロからの脱出! 嵐を呼ぶ悟飯)                              | 1989. augusztus 9.   | 1998. november 13./ 2012. szeptember 15.   |
| Ifjú Sátán a tréninget úgy folytatja, hogy saját magának a replikájával küzd meg. Közben Gohan úgy érzi, felismeri a helyet, ahol jár, és úgy véli, nemsokára hazajuthat. Hogy elmenekülhessen a szigetről, úgy dönt, épít egy hajót. Neki is lát vele a tengernek, ám egy vihar épp rosszkor jön, Gohan pedig nem tud úszni. | |                      |                                            |
| 16 | Az elhagyott falu Hasire Gohan! Csicsi no Matsz Natszukasi no Paozu Yama (走れ悟飯! チチの待つなつかしのパオズ山)     | 1989. augusztus 16.  | 1998. november 16./ 2012. szeptember 16.   |
| Gohant végül kiveti a víz a partra, ahol önállóan élő árva gyerekekkel találkozik, akikre a felnőttek vadásznak, hogy árvaházba zárják őket. Vezetőjük, Pigero, segít neki útja során, ám közben a felnőttekkel is meggyűlik a bajuk. Végül Pigero is belátja, hogy jót akarnak nekik. Gohan végül már majdnem hazajut, ám úgy dönt, mégsem megy haza, hanem folytatja a tréninget. Ifjú Sátán látja mindezt, s úgy dönt, maga veszi kezelésbe a nevelését. | |                      |                                            |
| 17 | A harcosok városa Aszu Naki Macsi! Sóri e no Tói Micsinori (明日なき街! 勝利への遠い道のり)                           | 1989. augusztus 30.  | 1998. november 17./ 2012. szeptember 17.   |
| Ifjú Sátán végre megkezdi Gohan harcosi kiképzését. Ugyanakkor a Mindenhatónál Yamcha, Tensinhan, Chaos és Krilin ugyanazt a képzést akarják, amit annak idején Goku is. Ennek köszönhetően a múltba kerülnek, ahol két erős csillagharcossal kell megküzdeniük. | |                      |                                            |
| 18 | Az út vége Súten Hebi no Micsi! Omé Kaiószama ka? (終点〜ん蛇の道! おめえ界王様か?)                                   | 1989. szeptember 6.  | 1998. november 18./ 2012. szeptember 18.   |
| Gohan rémálmot lát arról, hogy Raditz kínozza az apját. Felébred, és Sátán döbbenten látja, hogy a farka újra kinőtt, s a Hold is megjelent az égen. Ennek hatására dühöngő majommá változik, akit Sátán képtelen megállítani. Végül rájön, hogy Goku régi űrhajójából jött a vízió, így azzal leszámolva a problémát is meg tudja szüntetni. Közben Goku megérkezik Kaitó mester palotájába, ahol találkozik egy majommal, akiről úgy hiszi, ő a keresett mester. | |                      |                                            |
| 19 | A gravitáció törvénye Dzsúrioku to no Tatakaj! Baburuszukun o Cukamaero (重力との戦い! バブルス君をつかまえろ)        | 1989. szeptember 13. | 1998. november 19./ 2012. szeptember 19.   |
| Miközben Gohan tréningje napról napra egyre keményebb, Gokué csak most kezdődik, bár kevesebb mint fél évük maradt hátra. Goku rájön, hogy nem a majom Kaitó mester. Ő valójában a háziállata, és Goku első feladata éppen az, hogy el kell kapnia a majmot, ami nem is olyan egyszerű, lévén a bolygón a gravitáció a tízszerese a földiének. Három heti kemény próbálkozás után végül Goku sikerrel jár. | |                      |                                            |
| 20 | A csillagharcosok legendája Jomigaeru Szaijadzsin Denzetsz! Gokú no Rútsz (よみがえるサイヤ人伝説! 悟空のルーツ)      | 1989. szeptember 20. | 1998. november 20./ 2012. szeptember 20.   |
| Goku következő feladata leütni Gregoryt, a tücsköt, egy nehéz kalapáccsal. Ám ez sem megy könnyedén. A próbák szüneteiben Kaitó mester mesél Gokunak a csillagharcosokról. Egykoron egy másik néppel osztoztak az anyabolygójukon, de végül elpusztították őket és megszerezték a technológiájukat. Goku ezen felbátorodva végül sikerrel jár, Kaitó mester pedig most már vállalja a tréningjét. | |                      |                                            |
| 21 | Az ellenség megérkezik Ide jo Senron! Szaijadzsin cui ni Csikjú Tócsaku (いでよ神龍! サイヤ人ついに地球到着)          | 1989. szeptember 27. | 1998. november 23./ 2012. szeptember 21.   |
| Hetven napi kemény edzés után Goku végül erősebb és gyorsabb lett. Ám a csillagharcosok is megérkeztek, ezért Zseniális Teknősékre vár a feladat, hogy feltámasszák. Sajnos azonban a visszafelé tartó utat is meg kell tennie még, ezért mihamarabb elindul. | |                      |                                            |
| 22 | A különös élőlények Nabakana! Cucsi kara umareta szajbajman (んなバカな! 土から生まれたサイバイマン)                  | 1989. október 11.    | 1998. november 24./ 2012. szeptember 22.   |
| A csillagharcosok megérkeznek, ezt megünnepelve Nappa mindjárt el is pusztít egy egész várost. A harcosok megérzik érkezésüket és elindulnak feléjük. Nappa és Vegita közben rátalálnak Gohanra és Ifjú Sátánra. Vegita elárulja Sátánnak, hogy ő egy nameki, azaz egy idegen fajhoz tartozik. Közben Yai is észreveszi, hogy az ellenség megérkezett, ám ahelyett hogy harcolna, a felmentősereg vezérének szerepét játssza, hogy élelmet szerezzen. | |                      |                                            |
| 23 | A szörnyű taktika Jamucsa Siszu! Oszoru besi szajbajman (ヤムチャ死す! おそるべしサイバイマン)                        | 1989. október 18.    | 1998. november 25./ 2012. szeptember 23.   |
| Vegita és Nappa puszta szórakozásból furcsa kreatúrákat uszít a harcosokra, hogy teszteljék erejüket. Tensinhan simán visszaveri őket, és úgy tűnik, hogy Yamcha is, ám az egyik lény váratlanul megragadja, és önmegsemmisítő mechanizmusával megöli őt. | |                      |                                            |
| 24 | Bátor hőstett Szajonara Tenszan! Csaozu no Szutemi no Szenpó (さよなら天さん! 餃子の捨て身の戦法)                     | 1989. október 25.    | 1998. november 26./ 2012. szeptember 24.   |
| Yamcha váratlan halála mindenkit megrendít, különösen Bulmát. Krilin ezen feldühödve szembeszáll a lényekkel, és végez is mindegyikükkel. Ám ekkor előlép Nappa, aki sokkal erősebbnek tűnik mindannyiuknál. | |                      |                                            |
| 25 | A reménytelen pillanat Tensinhan Zekkjó!! Kore ga Szaigo no Kikóhó Da (天津飯絶叫!! これが最後の気功砲だ)             | 1989. november 1.    | 1998. november 27./ 2012. szeptember 25.   |
| Tensinhant súlyosan megsebesíti Nappa. Hogy mentse társát, Chaos egy öngyilkos támadással vetődik a csillagharcosra. Áldozata azonban hiábavaló volt, mert Nappa alig sérült meg. Sátán és Krilin ketten is keveseknek tűnnek ellene, Tensin pedig utolsó erejéig harcol, majd holtan esik össze. | |                      |                                            |
| 26 | Fegyverszünet Hitaszura Matte Szandzsikan! Dangan Hikó no Kintoun (ひたすら待って3時間! 弾丸飛行の筋斗雲)             | 1989. november 8.    | 1998. november 30./ 2012. szeptember 26.   |
| Sátán, Krilin és Gohan már mind Goku érkezésére várnak. El is mondják ezt Vegitának, aki halálra unja magát a gyenge földlakók miatt. Három órát ad Goku érkezéséig, addig pedig pusztításba kezd Nappa a Földön. Végül meg is érkezik, de túl messzire a csatatértől. Ezért aztán Nappa úgy dönt, folytatja a harcot. | |                      |                                            |
| 27 | A várva várt visszatérés Boku ni Makaszete! Gohan - Ikari no Daibakuhatsz (ぼくにまかせて! 悟飯·怒りの大爆発)         | 1989. november 22.   | 1998. december 1./ 2012. szeptember 27.    |
| Hogy feltartsák Goku érkezéséig, Gohan, Krilin és Sátán ismét a régi taktikához folyamodnak: megragadják Nappa farkát, hogy ezzel gyengítsék le. Ám úgy tűnik, a két csillagharcos már immunis erre a támadásra. Krilint és Sátánt legyőzi, és éppen arra készül, hogy Gohannal is végezzen. | |                      |                                            |
| 28 | Elpusztul menny és pokol Szaijadzsin no Mói! Kamiszama mo Pikkoro mo Sinda (サイヤ人の猛威! 神様もピッコロも死んだ)   | 1989. november 29.   | 1998. december 2./ 2012. szeptember 28.    |
| Hogy megmentse Gohant, akit igaz barátjának tartott, Sátán feláldozza az életét. Halálával azonban a Mindenható és a kristálygömbök is eltűnnek, tehát úgy tűnik, elveszett minden remény. Ekkor azonban megérkezik Goku, aki magához téríti Gohant és Krilint. Megtudván, mi történt barátaival, minden dühét Nappán készül levezetni. | |                      |                                            |
| 29 | A védhetetlen csel Tószan Szugé ja! Kjúkjoku no Hisszacuvaza - Kaióken (父さんすげえや! 究極の必殺技·界王拳)          | 1989. december 6.    | 1998. december 3./ 2012. szeptember 29.    |
| Goku szemlátomást sokkal erősebb Nappánál, akit végül le is győz. Vegita ekkor azt kéri, hagyja abba a harcot, mert majd ő foglalkozik Gokuval. Nappa megtámadja Krilint és Gohant, amit Goku egy bivalyerős támadással véd ki. A legyőzött és megalázott Nappát végül Vegita öli meg, aki nem tolerálja a gyengeséget. | |                      |                                            |
| 30 | A harmadik támadás Genkai o Koeta Acui Tatakaj! Gokú Taj Bedzsíta (限界を超えた熱い戦い! 悟空対ベジータ)              | 1989. december 13.   | 1998. december 4./ 2012. szeptember 30.    |
| Goku elküldi a harcmezőről Krilint és Gohant. Bár rengeteget tanult és nagyon erőssé vált, még így sem éri fel Vegita erejét. Kétszer próbálkozik meg Kaitó technikájával, ám ez is kevésnek bizonyul. Ekkor harmadszor is megpróbálkozik vele, noha tudja, hogy ez rá nézve is végzetes lehet. | |                      |                                            |
| 31 | Vegita átváltozása Ima Da Gokú! Szubete o Kaketa Szajgó no óvaza (いまだ悟空! すべてを賭けた最後の大技)               | 1989. december 20.   | 1998. december 7./ 2012. október 1.        |
| Kaitó technikájának harmadik alkalmazása végre elég erős volt Vegitával szemben, aki sértettségében úgy dönt, ha már Gokuval nem bír, akkor elpusztítja a Földet. Goku igyekszik megállítani, de sikertelenül. Végül egy negyedik csapással kilöki Vegitát az űrbe, ő maga azonban teljesen kimerül. Vegita nem sokkal később visszatér, és úgy dönt, legvégső erejét is beveti, és óriásmajommá változik. Krilin és Gohan megrémülnek, és úgy döntenek, visszamennek a csatatérre. | |                      |                                            |
| 32 | Az utolsó esélyen is túl Szentórjoku dzsúbaj!! Bedzsíta Dajhensin (戦闘力10倍!! ベジータ大変身)                       | 1990. január 17.     | 1998. december 8./ 2012. október 2.        |
| Egy mesterségesen létrehozott hold segítségével Vegita átváltozik óriási majommá, ám úgy tűnik, képes kontrollálni tetteit ebben az állapotban is. Goku utolsó csapásával arra készül, hogy megállítsa őt, ám ez a támadás csak részben sikerül. Goku teljesen kimerült, és élete Vegita kezében van. | |                      |                                            |
| 33 | Az erőátvitel Sinanajde Tószan!! Kore ga Gohan no Szokodzsikara (死なないで父さん!! これが悟飯の底力)                 | 1990. január 24.     | 1998. december 9./ 2012. október 3.        |
| Hogy megállítsák, Krilin és Gohan úgy döntenek, levágják Vegita farkát. Ám a csillagharcost nem olyan egyszerű átverni, mint hitték. A váratlanul érkező Yai azonban képes lesz erre. Vegita visszaváltozik emberré, de még így is sokkal erősebb a harcosoknál. | |                      |                                            |
| 34 | A megállíthatatlan Vegita Ute Kuririn! Negaj o Kometa Genkidama (撃てクリリン! 願いをこめた元気玉)                    | 1990. január 31.     | 1998. december 10./ 2012. október 4.       |
| Krilin Goku segítségével képes lesz megtámadni Vegitát, akit az univerzum őserejét hodzozó csapással kap telibe. Ám a csillagharcos még ezt is képes lesz túlélni és visszavágni. Ezután arra készül, hogy végleg legyőzze a három harcost, ám Vegita döbbenten látja, hogy Gohan farka újra kinőtt. | |                      |                                            |
| 35 | Súlyos felelősség Kiszeki o Okosze! Szúpá Szaijadzsin Son Gohan (奇跡を起こせ! スーパーサイヤ人孫悟飯)                | 1990. február 7.     | 1998. december 11./ 2012. október 5.       |
| Vegita megpróbálja kitépni Gohan farkát, ám Yai megállítja. A mesterséges hold hatására Gohan dühöngő majommá változik, és leveri Vegitát. A csillagharcos az utolsó pillanatban ugyan levágja a farkát, de Gohan egy végső csapással teljesen leteríti őt. A vesztes és kimerült Vegita bemászik az űrhajójába, és bár a többiek végeznének vele, Goku hagyja, hogy szabadon távozzon. | |                      |                                            |

## Frieza (Dermesztő) Saga (36–107. rész)
A második történetszál során a harcosok rájönnek, hogy Ifjú Sátán és a Mindenható is egyek voltak abból az idegen fajból, amelyik a Namek bolygóról származik. Mivel a kristálygömböket is ők gyártották, ezért úgy döntenek, hogy a Namekre utaznak, hogy ha találnak ott gömböket, összegyűjthessék, és kívánhassanak. Mind ők, mind az életben maradt Vegita kénytelenek szembenézni egy különösen erős ellenség, Dermesztő két zsoldosával, Zarbonnal és Dodoriával. Majd legyőzésük után egy másik elitcsapattal, a Különleges Erőkkel, és vezetőjükkel, Ginyu kapitánnyal kell megküzdeniük. Hátravan azonban az összecsapás Dermesztővel, az Univerzum egyik leghatalmasabb hadurával.
| # | Epizód címe | Első japán sugárzás  | Első magyar (RTL Klub/ Viasat 6) sugárzás |
| --- | --- | -------------------- | ----------------------------------------- |
| 36 | Új célbolygó Tobidasze Ucsú e! Kibó no Hosi va Pikkoro no Furuszato (飛び出せ宇宙へ! 希望の星はピッコロの故郷)                       | 1990. február 14.    | 1998. december 14./ 2012. október 6.      |
| Bár Vegitát legyőzték, rengeteg áldozattal járt a küzdelem. A kristálygömbök eltűntek, ezért a feltámasztásuk is lehetetlenné vált, de Krilinnek támad egy ötlete. Nem kellene mást tenniük, csak ellátogatni Ifjú Sátán anyabolygójára, a Namekre, ahol nyilvánvalóan kell még lennie hasonló gömböknek. Mivel az út földi technikával iszonyú hosszú ideig tartana, úgy döntenek, Nappa űrhajójával indulnak útnak.                                                             | |                      |                                           |
| 37 | Utazás a világ végére Nazo no junzabitto! Kamiszama no Ucsúsen o Szagasze ((謎のユンザビット! 神様の宇宙船を探せ)                    | 1990. február 21.    | 1998. december 15./ 2012. október 7.      |
| Bulma véletlenül beüzemeli az önmegsemmisítő berendezést, amitől az űrhajó felrobban. Nagy szerencséjükre azonban megérkezik Momo, és felajánlja segítségét. Bár Bulma fél az idegen alaktól, mégis vele tart a világ végére, ahol megtalálják és beüzemelik azt az űrhajót, amivel annak idején a Mindenható érkezett a Földre. | |                      |                                           |
| 38 | Indulás a Namek bolygóra Namekkuszej Iki Hassin! Gohantacsi o Matsz Kjófu (ナメック星行き発進! 悟飯たちを待つ恐怖)                   | 1990. február 28.    | 1998. december 16./ 2012. október 8.      |
| A Mindenható űrhajója nameki nyelven irányítható csak, ezért Momo megtanítja rá Bulmát. Goku, Krillin és Gohan még lábadoznak. Mivel Goku sérülései súlyosabbak voltak, ő még sokáig kórházban kell, hogy maradjon, így úgy dönt, később megy a többiek után. | |                      |                                           |
| 39 | A világűrben Teki ka Mikata ka? Nazo no Kjodai Ucsúszen no Kodomotacsi ((敵か味方か? 謎の巨大宇宙船の子供たち)                       | 1990. március 7      | 1998. december 17./ 2012. október 9.      |
| Gohan, Bulma, és Krilin útnak indulnak. A világűrben rábukkannak egy láthatatlan valamire, amiről később kiderül, hogy űrhajó, és tele van csapdákkal. Végül átverekedik magukat, de nagy meglepetésükre rajtuk ütnek. | |                      |                                           |
| 40 | Irány a Namek! Honto ni Honto? Are ga Kibó no Namekkuszej (ホントにホント? あれが希望のナメック星)                                   | 1990. március 14.    | 1998. december 18./ 2012. október 10.     |
| A csapat kalózok fogságába esik, akik azt hiszik, hogy ők Dermesztő, a rettegett hadúr szövetségesei. Váratlanul egy aszteroidamezőbe keverednek, Bulma pedig megmenti mindannyiukat. Hálából a kalózok elengedik őket és folytathatják útjukat. | |                      |                                           |
| 41 | Figyelmes barátok Sinszetszu na Ucsúdzsin – Ikinari Atta jo úsincsú (親切な宇宙人 いきなりあったよ五星球)                            | 1990. március 21.    | 1998. december 21./ 2012. október 11.     |
| Bulma egy rövidebb utat használva a Namek felé irányítja az űrhajót. Megérkezésük nem éppen szerencsés, de két nameki jókor érkezik, hogy segítsen rajtuk. Felajánlják, hogy segítenek megkeresni a kristálygömböket. | |                      |                                           |
| 42 | Az ellenség föleszmél Vakuszej Furíza Nanbá Nanadzsúkjú – Fukkatsz no Bedzsíta (惑星フリーザNo.79 復活のベジータ)                    | 1990. április 4.     | 1998. december 22./ 2012. október 12.     |
| A Namek bolygón folyik a kutatás a kristálygömbök után, és már majdnem megvan az összes. Goku eközben teljesen felépül és nekilát edzeni. Időközben Vegita is célba ér az űrhajójával, és megkezdik a felgyógyítását. | |                      |                                           |
| 43 | Az utolsó csapda Szorotta zo Doragon Bóru! Pikkoroszan mo Ikikaeru (そろったぞ神龍球! ピッコロさんも生き返る)                        | 1990. április 11.    | 1998. december 23./ 2012. október 13.     |
| Már csak egyetlen kristálygömb hiányzik ahhoz, hogy meglegyen mind a hét, amikor két eddigi barátjuk bevallja, hogy ők igazából nem is namekiek, és ők sem a Namekon vannak. Közben Vegita megtudja, hogy Dermesztő is tudomást szerzett a kristálygömbökről, előbb kell hát odaérnie, mint neki. | |                      |                                           |
| 44 | Új ellenség Arata na Kjóteki! Ucsú no Teió Furíza (あらたな強敵! 宇宙の帝王フリーザ)                                                 | 1990. április 18.    | 1999. január 4./ 2012. október 14.        |
| A két idegen hajótörött volt a bolygón, és most Bulmáék űrhajójára fáj a foguk. Az emlékképeik alapján vették fel a namekiek alakját, amellyel átverték őket. Végül azonban Gohanék sikerrel szöknek meg előlük, és újra útra kelnek. Ezúttal tényleg a Nameken kötnek ki, ahol legnagyobb megdöbbenésükre Vegitával találkoznak. Ám nem ez a legnagyobb problémájuk, ugyanis megjelenik Dermesztő is.                                                                            | |                      |                                           |
| 45 | Hatalmas erő Jabó no Bedzsíta! Ucsúicsi no Szensi va Ore Da (野望のベジータ! 宇宙一の戦士はオレだ)                                   | 1990. április 25.    | 1999. január 5./ 2012. október 15.        |
| Dermesztő már összegyűjtött négy kristálygömböt és tudatában van annak, hogy Vegita is a bolygón van. Egyik emberét, Cuit küldi ellene. Az azonban nem számolt azzal, hogy Vegita a földi harcok óta erősebb lett (mivel egy csillagharcos, ha felépül a sérüléseiből, erőebbé válik), és végez vele. | |                      |                                           |
| 46 | Át a kozmoszon Gokú Pavá Zenkai!! Ginga no Hate made Muikakan (悟空パワー全開!! 銀河の果てまで6日間)                                 | 1990. május 2.       | 1999. január 6./ 2012. október 16.        |
| Gohan és Krillin nekilátnak megkeresni a legközelebbi nameki falut, míg Bulma kilesi, hogy akarják Dermesztőék megszerezni az ötödik gömböt. Közben a Földön Yai egy zsák varázsbabot ad Gokunak, amitől az teljesen felépül, majd az idegen űrhajó egy gravitációsan módosított változatával elindul a Namek felé. | |                      |                                           |
| 47 | A namekok és Dermesztő harca Ihjó o Cuita Kógeki!! Csóró no Neraj va Szukautá (意表をついた攻撃!! 長老の狙いはスカウター)            | 1990. május 9.       | 1999. január 7./ 2012. október 17.        |
| Dermesztő és harcosai a namekiek vezetőjét zsarolja a lakosok lemészárlásával, a kristálygömbökért cserébe. Gohan nem bírja nézni a szenvedésüket, ezért besegít három namekinek, akik így könnyűszerrel legyőzik a zsoldosokat. A dühös Dermesztő ezért egyik legkeményebb harcosát, Dodoriát küldi ellenük. | |                      |                                           |
| 48 | Halált hozó Dodoria Gohan Ajausi! Si o jobu cuiszekisa Dodoria (悟飯危うし! 死を呼ぶ追跡者ドドリア)                                  | 1990. május 16.      | 1999. január 8./ 2012. október 18.        |
| Dodoria könnyűszerrel végez a nameki harcosokkal, majd megszerzi az ötödik kristálygömböt. Ezután, dacára az együttműködésüknek, végez a vezetőjükkel is. De mielőtt az utolsó fiúval is végezne, Gohan kimenti őt, nyomában Krillinnel. A dühös Dodoria követi őket. | |                      |                                           |
| 49 | Dodoria titka Bakusi Dodoria! Bedzsíta no Oszoru Beki Sógekiha (爆死ドドリア! ベジータの恐るべき衝撃波)                              | 1990. május 23.      | 1999. január 11./ 2012. október 19.       |
| Krillin, Gohan, és Dende könnyűszerrel el tudnak menekülni Dodoria elől. A váratlanul felbukkanó Vegitának egyébként is van elszámolnivalója vele. A csillagharcos könnyűszerrel legyőzi őt, és hogy mentse az életét, bevallja, hogy Dermesztő pusztította el az anyabolygóját. Vegita a hír ellenére is végez a zsoldossal. | |                      |                                           |
| 50 | A segélykérés Moeru vakuszej kara no Dassutsz!! Inocsigake no Kamehameha (燃える惑星からの脱出!! 命がけのカメハメ波)                 | 1990. május 30.      | 1999. január 12./ 2012. október 20.       |
| Krillin kételkedik benne, hogy a két erős ellenfél, Vegita és Dermesztő miatt sikerrel járhatnának. Bulma megtudja, hogy Goku úton van a Namek felé, méghozzá egy hússzoros gravitációval bíró űrhajón, ahol nyugodtan tud edzeni. Közben azonban egy aszteroida miatt egy csillag felé sodródik, s minden erejére szüksége van, hogy megmeneküljön. Időközben Vegita megtalálja a hatodik kristálygömböt, melyet biztonságba helyez.                                             | |                      |                                           |
| 51 | Kaitó újra feltűnik Júki Hjakubaj! Kaió no Moto ni Súketsz Szuru Szensitacsi (勇気百倍! 界王の下に集結する戦士たち)                  | 1990. június 6.      | 1999. január 13./ 2012. október 21.       |
| Krillin és Gohan a legöregebb nameki, Guru keresésére indulnak, ugyanis nála van a hetedik kristálygömb. Közben Kaitó figyelmezteti Gokut, hogy nehogy szembeszálljanak Dermesztővel. | |                      |                                           |
| 52 | A harmadik ellenség Kike Gokú jo! Furíza ni wa Te o Daszu na (聞け悟空よ! フリーザには手を出すな)                                    | 1990. június 20.     | 1999. január 14./ 2012. október 22.       |
| Míg Goku az űrben edz, Yamcha, Tien Shinhan, Chaos és Ifjú Sátán Kaitónál. Közben a Nameken Dermesztő egyik embere, Zarbon, megtalálja Vegitát, és összecsap vele. Bár úgy tűnik, hogy a csillagharcos könnyűszerrel győz, úgy tűnik, Zarbon is tartogat egyet s mást. | |                      |                                           |
| 53 | A harmadik ellenség átváltozik Hotondo Torihada! Biszensi Zábon no Akuma no Hensin (ほとんど鳥肌! 美戦士ザーボンの悪魔の変身)        | 1990. június 27.     | 1999. január 15./ 2013. október 9.        |
| Zarbon, látván, hogy önmagában nem megy semmire, szabadjára engedi igazi erejét. Egy hatalmas hüllőszerű lénnyé változik, aki beletaszítja Vegitát egy tóba, akiről úgy hiszi, meghalt. | |                      |                                           |
| 54 | Találkozás a főnökkel Kibó no Hosi o Mamore!! Kuririn Kjói no Pavá Appu (希望の星を守れ!! クリリン驚異のパワーUP)                    | 1990. július 4.      | 1999. január 18./ 2013. október 10.       |
| Krillin és Dende végre találkoznak Guruval és segítőjével, Naillel, aki nagyon hasonlít Sátánra. Átadja Krillinnek a hetedik kristálygömböt, majd új, rejtett erőket ébreszt fel benne. Közben Zarbon jelenti Dermesztőnek, hogy megölte Vegitát, aki ezt nem hiszi, ezért utasítja zsoldosát, hogy hozza elé a testét. | |                      |                                           |
| 55 | Csodálatos gyógyulás Si no Fucsi kara jomigaetta – Kiszeki no Otoko - Bedzsíta (死の淵からよみがえった 奇跡の男·ベジータ)            | 1990. július 18.     | 1999. január 19./ 2013. október 10.       |
| Kaitó mester szorgosan képzi a másvilágon rekedt harcosokat, míg Goku az űrben edz. Krilin megkeresi a többieket, mialatt Dermesztő azon van, hogy magához térítse Vegitát. | |                      |                                           |
| 56 | Ki nevet a végén? Dodekaj Szentórjoku!! Kudakecsiru Furíza no Inbó (どでかい戦闘力!! 砕け散るフリーザの陰謀)                         | 1990. augusztus 1.   | 1999. január 20./ 2013. október 11.       |
| Vegita magához tér, és elhatározza, hogy megszökik a kristálygömbökkel együtt. Sikerrel is jár, a dühöngő Dermesztő pedig egyetlen órát ad Zarbonnak, hogy megtalálják azokat, különben az életével fizet. Vegita azonban jól elrejti a gömböket, tudván, hogy a zsoldosok nem tudják érzékelni a helyzetüket. | |                      |                                           |
| 57 | Az ellenség szerencsés napja Genki ga Modotta zo!! Hjakubaj Csójúrjoku no Naka no Gokú (元気が戻ったぞ!! 100倍超重力の中の悟空)      | 1990. augusztus 8.   | 1999. január 21./ 2013. október 11.       |
| Gohan visszamegy az elpusztított nameki faluba, túlélőket keresni. Krilin felkeresi a rejtőzködő Bulmát, ám Zarbon és Vegita követték őt. Megküzdenek egymással a kristálygömbért, és ezúttal Zarbon húzza a rövidebbet. Vegita elveszi a gömböt és a másik öt mellé helyezi. Közben Goku űrhajója megbolondul, és a gravitációja százszoros lesz. | |                      |                                           |
| 58 | Dermesztő titkos fegyvere Furíza no Himitsz Heiki! Akuma no Ginyú Tokuszentaj (フリーザの秘密兵器! 悪魔のギニュー特戦隊)             | 1990. augusztus 22.  | 1999. január 22./ 2013. október 12.       |
| Most, hogy minden erős zsoldosával végeztek, Dermesztő beveti a Különleges Erők seregét. Gohan megtalálja a kristálygömböket, és sikeresen megszerzi azokat Vegitától, beleértve az utolsót is. Krillin úgy dönt, hogy miután biztonságba helyezték a gömböket, elviszi Gohant Guruhoz, hogy keltse fel a rejtett erejét. A tolvajlást felfedező Vegita pedig a nyomukba ered. | |                      |                                           |
| 59 | Sok szerencsét, Bulma! Buruma ga Abunaj!! Súsincsú va Furíza no Te ni (ブルマが危ない!! 四星球はフリーザの手に)                      | 1990. augusztus 29.  | 1999. január 25./ 2013. október 12.       |
| Gohan és Krillin úton vannak Guruhoz, Dermesztő pedig pusztító erejű támadásokkal bombázza a Nameket. Az egyik kristálygömb emiatt elgurul, bele a mély vízbe. Bulma utánaered, ám egy óriási rákkal kell érte megküzdenie. | |                      |                                           |
| 60 | Bulma bosszúsága Gekitotsz da!! Fukutsz no Tósi no Kaióken to Kamehameha (激突だ!! 不屈の闘志の界王拳とカメハメ波)                   | 1990. szeptember 5.  | 1999. január 26./ 2013. október 13.       |
| Bulmát elkapja két zsoldos, akiket azonban meggyőz, hogy ha megszerzik a kristálygömböket, nekik kívánhat valamit. Nem tudják, hogy ez egy csapda, és Bulma egyenesen a rákhoz vezeti őket. | |                      |                                           |
| 61 | A Különleges Erők Szemaru Csókesszen! Ginyú Tokuszentaj Tadaima Sandzsó!! ((迫る超決戦! ギニュー特戦隊只今参上!!)                    | 1990. szeptember 12. | 1999. január 27./ 2013. október 13.       |
| Krillin és Gohan végre eljutnak Guruhoz, de Vegita utoléri őket. Guru felébreszti a rejtett erőt, ám ekkor megérkeznek a Különleges Erők a Namekra. Vegita elmagyarázza nekik, hogy mivel ezek még nála is sokkal erősebbek, kényszerű szövetséget kell kötniük a túlélés érdekében. | |                      |                                           |
| 62 | A félelem hadserege Gokú ga Daiszekkin! Furíza no hóimó o Bucsijabure (悟空が大接近! フリーザの包囲網をぶち破れ)                     | 1990. szeptember 26. | 1999. január 28./ 2013. október 14.       |
| Guldo, Jeice, Recoome, Burter, és Ginyu kapitány, azaz a Különleges Erők a Namekre érkeznek. Dermesztő a kapitányt Vegita ellen küldi, a négy másik harcost pedig a kristálygömbök után. Közben Krillin, Gohan javaslatára, vonakodva bár, de elfogadja a Vegitával való szövetséget. | |                      |                                           |
| 63 | Az ellenség hatalma Csómadzsutszu ka Torikku ka!? Miszutá Gurudo ga Okotta zo! (超魔術かトリックか!? Mr.グルドが怒ったぞ!)           | 1990. szeptember 26. | 1999. január 29./ 2013. október 14.       |
| A leggyengébb csapattag, Guldo csap össze először a két megerősödött harcossal. Guldo tudja, hogy gyengébb náluk, ezért különleges képességével rövid időre megállítja az időt, és ezzel cselezi ki őket; valamint le is tudja őket fogni. Vegita siet kettejük segítségére, aki könnyűszerrel megöli Guldót. | |                      |                                           |
| 64 | A pusztító lehelet Mói Rikúmu!! Varukute Cujokute Tondemonaj jatszu (猛攻リクーム!! 悪くて強くてとんでもない奴)                      | 1990. október 24.    | 1999. február 1./ 2013. október 15.       |
| Recoome a második harcos, akivel Vegita küzd meg, de láthatóan gyengébb. Az óriás úgy játszadozik Vegitával, ahogy akar. Krillin sietne a segítségére, de őt is legyőzik. | |                      |                                           |
| 65 | Son Gohan és a legyőzhetetlen katona Sinu na Gohan! Gokú, cui ni Kessendzsó ni Tócsaku Da (死ぬな悟飯! 悟空, ついに決戦場に到着だ)   | 1990. október 31.    | 1999. február 2./ 2013. október 15.       |
| Gohan az egyetlen, aki még szembe tud szállni Recoome-mal. Közben Ginyu elviszi mind a hét kristálygömböt Dermesztőnek, aki azonban nem tud vele mit kezdeni - sejtése szerint kellene egy varázsszó. Gohan közben szintén kevésnek tűnik, ám ekkor egy ismeretlen erő jelenik meg a Nameken. | |                      |                                           |
| 66 | Egy legendás harcos Ketahazure no cujosza!! Denzetsz no Szúpá Szaijadzsin Son Gokú (ケタ外れの強さ!! 伝説の超サイヤ人孫悟空)         | 1990. november 7.    | 1999. február 3./ 2013. október 16.       |
| Goku megtalálja a sérülteket, és a varázsbabok segítségével újra életerőt ad nekik. A százszoros gravitációban végzett edzés hatására könnyűszerrel végez Recoome-mal. | |                      |                                           |
| 67 | Son Goku ismét harcol Aka to Ao no Rajtoningu Bóru! Dzsíszu to Báta ga Gokú o Oszó (赤と青の光球! ジースとバータが悟空を襲う)        | 1990. november 14.   | 1999. február 4./ 2013. október 16.       |
| Burter és Jeice csapnak össze Gokuval, de semmit nem érnek el vele szemben, olyan gyors. Vegita úgy sejti, Goku lehet a legendás szuper csillagharcos, akiből ezer évben csak egy születik. | |                      |                                           |
| 68 | A Különleges Egység kapitánya Cui ni Csokuszetsz Taiketsz!! Ginyú Taicsó no Odemasi Da (ついに直接対決!! ギニュー隊長のおでましだ)   | 1990. november 21.   | 1999. február 5./ 2013. október 17.       |
| Goku legyőzi Burtert, Jeice pedig rohan Ginyu kapitányért, Vegita pedig kivégzi a két másik kiütött, de életben maradt harcost. Közben Dermesztő elindul Guruhoz megtudni, hogyan kell használni a kristálygömböket. Azokat azonban a helyén hagyja, így a csapat úgy dönt, most jött el az esélyük. | |                      |                                           |
| 69 | A kapitány veresége Szuszamadzsí Hakurjoku!! Mita ka, Gokú no Furu Pavá (凄まじい迫力!! 見たか, 悟空のフルパワー)                    | 1990. november 28.   | 1999. február 8./ 2013. október 17.       |
| Ginyu megérkezik, Vegita pedig otthagyja Gokut, hogy küzdjön meg vele, és előrerohan a kristálygömbökért. Krillin és Gohan Bulma szerkezetével indulnak a nyomába. Ginyu önhitten kezd neki a harcnak Gokuval, aki azonban minden erejét beleadja, és a harci kapacitása messze túlszárnyalja Ginyuét. | |                      |                                           |
| 70 | Dermesztő a varázsszót keresi Tatakaj no jukue!? Szaicsóró ni Szemaru Furíza no Ma no Te (闘いの行方!? 最長老に迫るフリーザの魔の手) | 1990. december 5.    | 1999. február 9./ 2013. október 18.       |
| Goku és Ginyu összecsapnak. Közben Guru elküldi Dendét a varázsszóval Krillinékhez. Dermesztő azonban rajtuk üt, ezért Nail felvállal egy olyan küzdelmet, amelyből tudja, hogy nem kerülhet ki győztesen, csak hogy segítsen Dendének. | |                      |                                           |
| 71 | Az átváltozás Bikkuri!! Gokú ga Ginyú de Ginyú ga Gokú (ビックリ!! 悟空がギニューでギニューが悟空)                                   | 1990. december 12.   | 1999. február 10./ 2013. október 18.      |
| Dende úton van Krillinék felé, akik végre rálelnek a kristálygömbök rejtekhelyére. Ginyu közben rájön, hogy nem nyerhet a Gokuval folytatott harcában, ezért beveti legutolsó képességét, és testet cserél vele. Ezután a többiek nyomába ered. | |                      |                                           |
| 72 | Megvan a hét kristálygömb Ide jo Szúpá Senron!! Boku no Negaj o Kanaetamae (出でよ超神龍!! ボクの願いをかなえたまえ)                 | 1990. december 19.   | 1999. február 11./ 2013. október 19.      |
| Krillin és Gohan a jelszón törik a fejüket, de Vegita is a közelben jár már. Megjelenik Ginyu Goku bőrében, és megpróbálja átverni őket. Gohan azonban rájön a trükkre, és apja kérésére neki kell felvennie a harcot Ginyuval. | |                      |                                           |
| 73 | Son Goku bőrében Jatszuwa Ora ja Né! Gohan Bibiru na Csicsi o Ute (奴はオラじゃネェ! 悟飯びびるな父を撃)                             | 1991. január 16.     | 1999. február 12./ 2013. október 19.      |
| Ginyu nem tudja Goku erejét uralni, de még így is nagyon erős. Vegita közben összecsap Jeice-szel, és mivel a legutóbbi sérülése óta erősebb lett, könnyűszerrel győz. | |                      |                                           |
| 74 | Végzetes tévedés Daigoszan!! Ginyú ga Kaeru ni Natcsatta (大誤算!! ギニューがカエルになっちゃった)                                   | 1991. január 23.     | 1999. február 15./ 2013. október 20.      |
| Ginyu látja, hogy nem győzhet Vegita ellen, ezért megint a testcserélős trükköt alkalmazná. Goku azonban észreveszi ezt, és először visszaszerzi a saját testét, majd Ginyut egy béka bőrébe zárja. Míg Goku regenerálódik, Vegita ad Krillinnek és Gohannak egy-egy csillagharcospáncélt, hogy felkészítse őket a harcra Dermesztővel. | |                      |                                           |
| 75 | A varázsige Nana no Tama o Szoroesi Mono jo... Szá Aikotoba o Ie! (七ッの玉を揃えし者よ... さあ合言葉を言え!)                        | 1991. január 30.     | 1999. február 16./ 2013. október 20.      |
| Míg Goku regenerálódik, Krilin Guruhoz tart a varázsigéért. Eközben Gohan a kristálygömböket őrzi, Vegita pedig pihen. Krilin találkozik Dendével, és végül együtt mennek vissza a többiekhez. Dermesztő éppen leszámol Naillel, amikor észreveszi, hogy aktiválták a kristálygömböket, ezért visszaindul űrhajójához. | |                      |                                           |
| 76 | A három kívánság Kamiszama mo Ikikaetta! Szúpá Sen Long de Pikkoro ga Fukkatsz (神様も生き返った! 超神龍でピッコロが復活)            | 1991. február 6.     | 1999. február 17./ 2013. október 21.      |
| Dende segítségével megidézik Porungát, a nameki sárkányt. Porunga nem egy, hanem három kívánság teljesítésére képes. Kaitón keresztül Ifjú Sátán rábírja Gohant, hogy első kívánsága legyen az, hogy ő visszatérhessen az élők közé, második pedig, hogy azonnal teremjen a Namekon. A harmadik kívánságot a dühödt Vegita magának követeli - örök életet szeretne. Ám mielőtt dűlőre jutnának, a sárkány eltűnik, mert Guru meghal, és vele együtt a kristálygömbök is eltűnnek. | |                      |                                           |
| 77 | Egységben az erő Szaikjó Szensi no Tandzsó ka!? Neiru to Pikkoro ga Gattai (最強戦士の誕生か!? ネイルとピッコロが合体)               | 1991. február 13.    | 1999. február 18./ 2013. október 21.      |
| A társaságon a dühöngő Dermesztő üt rajta, aki elvesztette a kívánság lehetőségét. Vegita azonban magabiztosan vállalja, hogy összecsap vele. Közben Ifjú Sátán a Namekre érkezik, ahol találkozik a haldokló Naillel. A harcos kéri tőle, hogy fuzionáljanak, amibe Sátán bele is megy. Újonnan támadt erejével és képességeivel Dermesztő hajója felé tart. | |                      |                                           |
| 78 | Egy legyőzhetetlen erő Akumu no Csóhensin! Szentórioku Hjakuman no Furíza (悪夢の超変身!! 戦闘力100万のフリーザ)                     | 1991. február 20.    | 1999. február 19./ 2013. október 22.      |
| Dermesztő személyesen is bevallja Vegitának, hogy ő pusztította el a csillagharcosok bolygóját, mire Vegita közli, hogy ezt már tudta, ezért is gyűlöli annyira. Dermesztő ekkor újabb trükkhöz folyamodik: átváltozik egy nagyobb méretű alakba, majd közli, hogy legvégső formájában a harci kapacitása eléri az egymillió egységet. | |                      |                                           |
| 79 | Son Gohan visszavág Koko made ka!? Kjóaku Csózetszu Pavá ga Gohan o Oszó (ここまでか!? 凶悪超絶パワーが悟飯を襲う)                   | 1991. február 27.    | 1999. február 22./ 2013. október 22.      |
| Dermesztő ereje látványosan megnő második formájában. Első áldozata Krilin, akit valósággal felnyársal. Gohan ezen felháborodva szabadjára engedi pusztító erejét, és noha hatalmas a harci kapacitása, tapasztalatlanul ő sem megy sokra. | |                      |                                           |
| 80 | Ifjú Sátán visszatér Ikki ni Kejszej Gyakuten!! Okurete Kita Szensi - Pikkoro (一気に形勢逆転!! 遅れてきた戦士·ピッコロ)             | 1991. március 6.     | 1999. február 23./ 2013. október 23.      |
| Dende meggyógyítja Krillint, aki ezután elvonja Dermesztő figyelmét, hogy felgyógyíthassa Gohant is. Azonban továbbra sem képesek méltó ellenfelek lenni. Ekkor azonban megérkezik Ifjú Sátán, aki bízva új képességében és erejében úgy dönt, egyedül száll harcba. | |                      |                                           |
| 81 | Dermesztő harca Ifjú Sátánnal Pikkoro no Dzsinsin! Furíza o Taoszu no va Ore da (ピッコロの自信! フリーザを倒すのはオレだ)           | 1991. március 13.    | 1999. február 24./ 2013. október 23.      |
| Ifjú Sátán, köszönhetően a Naillel való egyesülésének, nemcsak erősebb lett, de ismeri Dermesztő minden trükkjét is. Goku is megérzi, mennyit változott a harcos, és valóban úgy tűnik, hogy győzni fog. | |                      |                                           |
| 82 | Dermesztő átváltozása Sutszugeki da Gokú!! Gekido no Furíza ga Daini no Hensina (出撃だ悟空!! 激怒のフリーザが第2の変身)             | 1991. március 20.    | 1999. február 25./ 2013. október 24.      |
| Ifjú Sátán könnyűszerrel legyőzi Dermesztőt, azonban az egy átváltozással harmadik alakjába kerül: egy rusnya szörnnyé változik. Ebben a formájában azonban sokkal erősebb lesz, és Sátán alig tudja tartani magát vele szemben. | |                      |                                           |
| 83 | Mentsük meg Vegitát! Kjófu Siro! Furíza va Szando no Hensin de Sóbu Szuru (恐怖しろ!! フリーザは3度の変身で勝負する)                 | 1991. március 27.    | 1999. február 26./ 2013. október 24.      |
| Dermesztő majdnem végez Sátánnal, de Gohan közbeavatkozik és megmenti őt. Dermesztő ezért elhatározza, hogy átváltozik legvégső alakjába, hogy egyszer és mindenkorra leszámoljon velük. Vegita ekkor előáll azzal, hogy súlyosan sebesítsék meg, mert ha felgyógyul, erősebb lesz. Krillin meg is üti őt, a vonakodó Dende pedig meggyógyítja. | |                      |                                           |
| 84 | Egy kedves barát búcsúja Dende no Si... Dete Koi! Tobikiri Zenkaj Pawá (デンデの死... でてこい! とびきり全開パワー)                  | 1991. április 3.     | 1999. március 1./ 2013. október 25.       |
| Dermesztő rájön, hogy Dende folyamatosan meggyógyítja a harcosokat, ezért megöli a fiatal namekit. Végső formájában sem Krillin, sem Gohan nem tehetnek semmit ellene, ám ekkor közbelép Vegita, azt állítva magáról, hogy elérte a szuper csillagharcosi szintet. | |                      |                                           |
| 85 | Son Goku visszatér Macsi ni Matta ze, Kono Sunkan!!! Son Goku ga Fukkatsz da (待ちに待ったぜ、この瞬間!!! 孫悟空が復活だ)            | 1991. április 10.    | 1999. március 2./ 2013. október 25.       |
| Bár az ereje tényleg megnőtt, úgy tűnik, Vegita kevés Dermesztő ellen, ráadásul nem is szuper csillagharcos. A kegyetlen hadúr brutális módon és nagy élvezettel kínozza a csillagharcost, ám ekkor Goku is teljesen felépül, és a csatatérre siet. | |                      |                                           |
| 86 | Vegita küzdelme Munen...!! Hokori Takaki Szaijadzsin Bedzsíta Siszu (無念...!! 誇り高きサイヤ人·ベジータ死す)                        | 1991. április 17.    | 1999. március 3./ 2013. október 26.       |
| Goku megérkezik a csatatérre és összecsap Dermesztővel. Úgy tűnik, ő tényleg szuper csillagharcos, mert képes kitérni a legnagyobb támadások elől is. Vegita Dermesztőn gúnyolódik, amit az azzal büntet, hogy megöli a csillagharcost. Halála előtt azonban még elmondja Gokunak a csillagharcosok történetét. | |                      |                                           |
| 87 | Son Goku ígérete Csó Kesszen no Makuake da!! Omédake va Ora ga Taosz (超決戦の幕開けだ!! おめえだけはオラが倒す)                     | 1991. április 24.    | 1999. március 4./ 2013. október 26.       |
| Goku, megértve a csillagharcosok végzetét, újult erővel támad Dermesztőre. Ám úgy tűnik, mindketten egyforma erősek és nem bírnak egymással. Dermesztő ekkor új támadással próbálkozik: megcélozván a bolygót, vulkánkitörést idéz elő. | |                      |                                           |
| 88 | Egy végeláthatatlan küzdelem Gekitotszu no Ni Dai Csó Pavá! Honki Dósi no Nikudan Szen!!! (激突の2大超パワー! 本気同士の肉弾戦!!!)   | 1991. május 1.       | 1999. március 5./ 2013. október 27.       |
| Goku a víz alól támad, mert rájön, hogy így Dermesztő nem érzi az erős támadásokat. Az pedig válaszul sziklákat mozdít az elméjével, hogy egy gömbbe zárhassa Gokut, amelyből nem szabadulhat ki, különben felrobban. | |                      |                                           |
| 89 | Egy be nem tartott ígéret Furíza Kjófu no Szengen! Te o Cukavazu Omae o Taoszu (フリーザ恐怖の宣言! 手を使わずお前を倒す)            | 1991. május 8.       | 1999. március 8./ 2013. október 27.       |
| Hogy bizonyítsa, hogy ő az erősebb, Dermesztő elhatározza, hogy kéz nélkül, pusztán a lábai használatával győzi le Gokut. Goku azonban válaszcsapásaival mégis rábírja, hogy a kezeivel védekezzen. Közben Bulma találkozik egy békával, nem sejtve, hogy az igazából Ginyu, aki rögtön testet is cserél vele. | |                      |                                           |
| 90 | Az átverés Hattari ja né zo!! Daitan Szuteki na jatszu - Son Gokú (ハッタリじゃねえぞ!! 大胆素敵な奴·孫悟空)                         | 1991. május 15.      | 1999. március 9./ 2013. október 28.       |
| Hogy biztosra menjen, Dermesztő az elérhető erejének felét kezdi el használni, hogy egyszer és mindenkorra lerendezze Gokut. Közben Ginyu megtalálja a harcosokat Bulma bőrében, és bosszút forral. | |                      |                                           |
| 91 | Újabb vereség Ketcsaku da!! Honó no Kesin Nidzsúbaj Kajóken no Kamehameha (決着だ!!炎の化身 20倍界王拳のカメハメ波)                  | 1991. május 22.      | 1999. március 10./ 2013. október 28.      |
| Ginyu arra készül, hogy testet cseréljen Ifjú Sátánnal, de Gohan az utolsó pillanatban elédobja a békává változott Bulmát, s így visszacserélődik a testük. Goku támadásai közben egyre reménytelenebbek, és rosszul áll a szénája. Ám egy vízió, melyet az elpusztuló Földről lát, új erőt ad neki. | |                      |                                           |
| 92 | A győzelem első reménysugarai Csó Tokudaj no Genki Dama Kore ga Szaikjó no Kirifuda da!! (超特大の元気玉 これが最後の切り札だ!!)     | 1991. május 29.      | 1999. március 11./ 2013. október 29.      |
| Goku hússzoros erejű támadása is kevésnek bizonyul, hogy megtörje Dermesztő erejét. Szerencsére azonban még ott van a tarsolyában a Lélekbomba, egy speciális képesség. | |                      |                                           |
| 93 | Az univerzum energiái Csanszu o Ikasze!! Pikkoro Szutemi no Engo Sageki (チャンスを生かせ!! ピッコロ捨て身の援護射撃)                | 1991. június 5.      | 1999. március 12./ 2013. október 29.      |
| Kaitó bolygóján a Különleges Erők készülnek bevetésre, de Yamcha, Tien Shinhan és Chaos felveszik ellenük a harcot. A Nameken Dermesztő észreveszi, mire készül Goku, ám Ifjú Sátán, hogy időt nyerjenek, rátámad. | |                      |                                           |
| 94 | A végső ütközet Genki Dama no Csó Hakairjoku!! Ikinokotta no va Dare da!? (元気玉の超破壊力!! 生き残ったのは誰だ!?)                  | 1991. június 12.     | 1999. március 16./ 2013. október 30.      |
| Kaitó bolygóján a három harcos bebizonyítja, hogy használt a tréning. Közben Ifjú Sátán kétségbeesetten tartja fel Dermesztőt, míg Goku előkészíti halálos támadását. Végül sikerrel jár, és úgy tűnik, Dermesztő megsemmisült. | |                      |                                           |
| 95 | Korai öröm Cui ni Hensin!! Denzetsz no Szúpá Szaijadzsin Son Gokú (ついに変身!! 伝説の超サイヤ人·孫悟空)                             | 1991. június 19.     | 1999. március 17./ 2013. október 30.      |
| Úgy tűnik, teljes a győzelem, hiszen a Különleges Erőket és Dermesztőt is legyőzték. Ám Dermesztő újra felbukkan, és nem hagy időt a gondolkodásra. Először egy csapással leteríti Ifjú Sátánt, majd egy másodikkal megöli Krillint. Barátja felett érzett vesztesége dühöt szül benne, mely hatalmas erőkoncentrációhoz vezet, és Goku átváltozik első szintű szuper csillagharcossá.                                                                                            | |                      |                                           |
| 96 | A rettenetes bosszú Ikari Bakuhatsz!! Gokú yo, Minna no Kataki o Uttekure (怒り爆発!! 悟空よ、みんなの仇を討ってくれ)                | 1991. június 26.     | 1999. március 18./ 2013. október 31.      |
| Goku haja tüskéssé és aranyszínűvé változik, szeme zöld lesz, és egy izzó aura veszi körül. Újonnan jött hihetetlen erejével Dermesztőnek esik. Miközben Gohan az űrhajóhoz viszi Ifjú Sátánt, Goku egyszerűen visszaveri Dermesztő ellentámadásait. Úgy tűnik, ezúttal valóban győzni fog. | |                      |                                           |
| 97 | Egy nehéz megoldás Namekkuszej Sómetszu ka!? Daicsi o Curanuku Ma no Szenki (ナメック星消滅か!? 大地を貫く魔の閃光)                  | 1991. július 3.      | 1999. március 19./ 2013. október 31.      |
| Látván, hogy másként nincs semmi esélye, Dermesztő úgy dönt, hogy erejét a Namek elpusztítására használja, amely ellen a szuper csillagharcos sem tud mit tenni. Ám a támadás nem elég erős: a bolygó csak instabillá változik, mely bármelyik pillanatban elpusztulhat. | |                      |                                           |
| 98 | Az utolsó esély Katszu no va Ore Da... Ikinokori o Kaketa Szaishú Kógeki (勝つのはオレだ... 生き残りをかけた最終攻撃)                | 1991. július 10.     | 1999. március 22./ 2013. november 1.      |
| A Namek pusztulásáig öt perc van hátra, ezért Gohan megkeresi Bulmát. Közben Dermesztő eldönti, hogy erejét 100 százalékra emeli, hogy végleg leszámolhasson ellenfelével. Goku meg sem kísérli megakadályozni az erőnövelést, azért, mert úgy véli, ha így is sikerül legyőznie őt, akkor soha többé nem mer kiállni ellene. | |                      |                                           |
| 99 | Kaitó kívánsága Sen Long jo Ucsú o Hasire!! Szemaru Namekkuszej Sómetsz no Toki (神龍よ宇宙を走れ!! 迫るナメック星消滅の時)          | 1991. július 17.     | 1999. március 23./ 2013. november 1.      |
| Miközben a Namekon tovább folyik a harc, a Mindenható és Momo megtalálják az összes földi kristálygömböt, melyek újra megjelentek. Kaitónak van egy ötlete, hogyan menthetne meg mindenkit kívánsága segítségével. | |                      |                                           |
| 100 | Egy bátor fiú Boku va Son Gokú no Muszuko da!! Gohan, Futatabi Kesszendzsó e (ボクは孫悟空の息子だ!! 悟飯、再び決戦場へ)             | 1991. július 24.     | 1999. március 24./ 2013. november 2.      |
| Mindenki, akit a Namekon Dermesztő és az emberei megöltek, visszatér az életbe. Ám úgy tűnik, Guru még mindig nem jelent meg, és Goku is egyre kevésbé állja a sarat. Hogy megbosszulja apját, akiről úgy hiszi, meghalt, Gohan megküzd Dermesztővel, hogy a hadúr a bolygóval együtt pusztulhasson el. Végül Guru is feltámad és Goku is újra felbukkan. Közli fiával, hogy sürgősen hagyja el a bolygót.                                                                        | |                      |                                           |
| 101 | Az utolsó kívánság Ore va Kono Hosi ni Nokoru!! Sóri e no Szajgo no Negaj (オレはこの星に残る!! 勝利への最後の願い)                  | 1991. július 31.     | 1999. március 25./ 2013. november 2.      |
| Most, hogy Guru visszatért az életbe, a kristálygömbök is újra megjelentek, Porunga pedig készen áll arra, hogy teljesítse a harmadik kívánságot. Dende már úton van, hogy beteljesítse Kaitó tervét, ám Dermesztő is magának akarja az utolsó lehetőséget. | |                      |                                           |
| 102 | A reménysugár Tokoton jaróze!! Kiejuku Hosi ni Nokotta Futari (とことんやろうぜ!! 消えゆく星に残った二人)                            | 1991. augusztus 7.   | 1999. március 26./ 2013. november 3.      |
| Minden nameki a Földre került, kivéve Gokut, aki mindenáron szeretné befejezni a harcot. Mindenki dühös a döntése miatt, hiszen a bolygó felrobbanása után gyakorlatilag nincs esélye a visszatérésre. | |                      |                                           |
| 103 | A robbanás előtt Aware Furíza! Furue Dasitara Tomaranaj! (哀れフリーザ! 震えだしたら止まらない!)                                     | 1991. augusztus 14.  | 1999. március 29./ 2013. november 3.      |
| Miközben a Namek egyre közelebb kerül a pusztuláshoz, Goku totális fölénybe kerül Dermesztővel szemben. Már otthagyná a csatatéren, de a rettegett hadúr akkor sem hajlandó feladni a harcot. | |                      |                                           |
| 104 | A gonosz pusztulása Gokú no Sóri Szengen da!! Furíza ga dzsimetsz szuru Toki (悟空の勝利宣言だ!! フリーザが自滅する時)               | 1991. augusztus 21.  | 1999. március 30./ 2013. november 4.      |
| Végső elkeseredésében Dermesztő Krillin különleges fegyvereit veti be Goku ellen, remélve, hogy eltalálva őt csak elpusztítják. Ám Goku már nem engedi ki a kezei közül a dolgok irányítását. | |                      |                                           |
| 105 | A végső csapás Furíza jabureru!! Szubete no Ikari o Kometa Icsigeki (フリーザ敗れる!! すべての怒りをこめた一撃)                      | 1991. augusztus 28.  | 1999. március 31./ 2013. november 4.      |
| Guru örömmel látja, hogy a namekiek megmenekültek, de végül mégis vissza kell térnie a holtak közé. Ám mielőtt ezt megtenné, átadja minden tudását Moorinak, az utána következő legidősebb namekinek. Közben Dermesztő a saját támadásával óvatlanul bánik, és kettészeli magát. Goku nagylelkűen felajánl egy kis energiát neki, hogy elhagyhassa a csatateret, de Dermesztő hiúsága erősebb, és végezni akar vele. Goku így nem tehet mást, meg kell ölnie Dermesztőt.          | |                      |                                           |
| 106 | Egy hős halála Namekkuszej Daj Bakuhatsz! Ucsú ni Kieta Gokú (ナメック星大爆発!! 宇宙に消えた悟空)                                   | 1991. szeptember 4.  | 1999. április 1./ 2013. november 5.       |
| Dermesztő meghalt, Goku pedig az ő űrhajójával akar elmenekülni. Ám balszerencséjére a hajó nem működik. Mivel a többiek halottnak hiszik, úgy határoznak, újra megkeresik a szétszóródott nameki kristálygömböket, és azt kívánják, hogy mindenki támadjon fel. | |                      |                                           |
| 107 | Son Goku él Ikiteita Son Gokú Zetto Szensi ga Zenin Fukkatsz da! (生きていた孫悟空 Z戦士が全員復活だ)                                | 1991. szeptember 11. | 1999. április 2./ 2013. november 5.       |
| Úgy tűnik, sem Krillin, sem Goku nem támadnak fel, ám Vegitának támad egy ötlete: kívánják azt, hogy a lelkük teremjen a Földön. Krillin esetében ez sikerül is és Yamcha is feltámad. Tien Shinhan és Chaos is visszatérnek. Goku azonban nem kerül elő. Porunga szerint még életben van, és nem akar egyelőre visszatérni a Földre. | |                      |                                           |

## Cell Saga (108–194. rész)
A harmadik történet egy filler évaddal kezdődik: a Halálzóna című DBZ-film történetét folytatva Garbic Juniorral ismerkedhetünk meg, aki bosszút esküszik. Ezt követően indul el az igazi cselekmény. Dermesztő túlélte a Nameken történteket, és egyenesen a Földre tart. ott azonban egy, a jövőből érkezett harcos, Trunks, miszlikbe aprítja őt, majd figyelmezteti a harcosokat az androidok érkezésére, akik igazán kemény ellenfeleknek ígérkeznek. Az androidok építője, Dr. Gero hamarosan fel is bukkan, és kilátástalan küzdelembe viszi bele a harcosokat. Mindeközben egy különös szerzet bukkan fel, aki magát Cellnek nevezi, és testének tökéletesítése céljából magába olvasztja az androidokat. Mikor eléri a tökéletes fázist, a csillagharcosok sem tudnak vele mit kezdeni. Ekkor azonban egy harci tornát szervez, melynek során végül minden eldől és Cellt is legyőzik.
| # | Epizód címe | Első japán sugárzás  | Első magyar (RTL Klub/ Viasat 6) sugárzás |
| --- | --- | -------------------- | ----------------------------------------- |
| 108 | A Mindenható utóda Tenkai ga Tajhen da!! Gárikku Dzsunia ga Kami ni Naru!? (天界が大変だ!! ガーリックJr.が神になる!?)                     | 1991. szeptember 18. | 1999. április 6./ 2013. november 6.       |
| Bár Goku még nem tért vissza, a Föld egy békés hellyé változik. Gohan nyugodtan horgászik, Krilin pedig egy Marlene nevű lánnyal randevúzik. Ám a békét Garbig Junior, az elzártnak hitt ellenség készül éppen megzavarni. | |                      |                                           |
| 109 | Az ördögi had Kjófu no Kuroi Kiri...!! Minna Mazoku ni Natcsatta (恐怖の黒い霧...!! みんな魔族になっちゃった)                             | 1991. szeptember 25. | 1999. április 7./ 2013. november 6.       |
| Garbig Junior és emberei megszállják a Mindenható otthonát és foglyul ejtik őt és Momót. Hatalmával végre képes arra, hogy az apja által kifejlesztett fekete mágiát szabadjára engedje - ez az anyag képes bárkiből kihozni a gonosz énjét. | |                      |                                           |
| 110 | Csatatér a Paradicsomban Tenkai ga Sendzsó da!! Pikkoro ga Mazoku ni Gyaku Modori (天界が戦場だ!! ピッコロが魔族に逆戻り)                 | 1991. október 2.     | 1999. április 8./ 2013. november 7.       |
| Krilin és Gohan, látván, hogy a fekete mágia megfertőzte ismerőseiket, a Mindenható otthonába indulnak, hogy szenteltvizet szerezzenek, ám ez nem lesz könnyű Garbig Junior miatt. Közben Ifjú Sátán a bandával harcol, de úgy tűnik, őt is megfertőzte a varázs. | |                      |                                           |
| 111 | A kegyelemdöfés Pikkoro to Kjokuszetsz Tajketsz!! Tenkah ni Ikari no Maszenkó (ピッコロと直接対決!! 天界に怒りの魔せん光)                 | 1991. október 9.     | 1999. április 9./ 2013. november 7.       |
| Úgy tűnik, Ifjú Sátán is a gonoszok oldalára állt, így Garbig Junior bandájának nincs túl nehéz dolga. Gohan végzetes helyzetbe keveredik, de Krillin az utolsó pillanatban közbelép. | |                      |                                           |
| 112 | Ifjú Sátán felülkerekedik Minna no Kokoro o Torimodosze!! Sinden ni Nemuru Csó Sinszui (みんなの心を取り戻せ!! 神殿に眠る超神水)          | 1991. október 16.    | 1999. április 12./ 2013. november 8.      |
| Bár a bandát új erővel legyőzik, sem Gohan, sem Krillin nem képesek arra, hogy a gonosz oldalon álló Ifjú Sátánt legyőzzék s ezzel megmentsék a Mindenhatót. | |                      |                                           |
| 113 | A növekvő erő Asza made Matenaj!! Kamiszama no Kakugo o Kimeta Kessikó (朝まで待てない!! 神様の覚悟をきめた決死行)                        | 1991. október 23.    | 1999. április 13./ 2013. november 8.      |
| Kiderül, hogy Krilin és Ifjú Sátán csak megjátszották magukat, és igazából egyikük sincs a fekete mágia hatása alatt. Kiszabadítják a Mindenhatót, aki kockázatos vállalkozásba kezd: az élete árán is szétterjeszti a szenteltvizet a Földön. | |                      |                                           |
| 114 | Az égbolt rejtélye Csó Kageki ni Sóbu da!! Okite jaburi no Kamiszama (超過激に勝負だ!! 掟やぶりの神様)                                    | 1991. október 30.    | 1999. április 14./ 2013. november 9.      |
| Gohan, Krilin és Ifjú Sátán a növekvő erejű Garbig Juniorral és bandájával veszik fel a küzdelmet. Közben a Mindenható és Momo megpróbálják szétterjeszteni a szenteltvizet, azonban az őrök útjukat állják. Elkezdik elszívni a Mindenható erejét, ezzel pedig Sátánét is. | |                      |                                           |
| 115 | Ördögi kör Kiita ze Csó Sinszui!! Szekaj ga Akumu kara Szameta (効いたぜ超神水!! 世界が悪夢からさめた)                                    | 1991. november 6.    | 1999. április 15./ 2013. november 9.      |
| Ifjú Sátán kiesik a harcból, és így Gohanra vár a feladat, hogy megküzdjön a közel halhatatlan Garbig Juniorral. Közben a Mindenható trükkel eltereli az őrök figyelmét, így Momo szét tudja szórni a szenteltvizet. | |                      |                                           |
| 116 | A fekete mágia kialszik Gohan ni Issun no Sóki!! Ano Makjószej o Ute!! (悟飯に一瞬の勝機!! あの魔凶星を撃て!!)                            | 1991. november 13.   | 1999. április 16./ 2013. november 10.     |
| Garbig Junior tervei meghiúsultak, de bosszúból elhatározza, hogy megnyitja a Halálzónát, véget vetve ezzel a földi életnek. Ifjú Sátán azonban kieszel egy tervet, hogyan lehetne még idejében megállítani. | |                      |                                           |
| 117 | Házasságra éretten Otoko da né...Kuririn Hjakuikkaime no Puropózu (男だねェ...クリリン101回目のプロポーズ)                                | 1991. november 20.   | 1999. április 19./ 2013. november 10.     |
| Ismét visszatér a Földre a béke. Krilin és Marlene éppen vásárolgatnak, de a lányt az esküvői ruhák és a házak kötik le. Krilin ezt úgy értelmezi, hogy össze kellene házasodniuk, de nem biztos, hogy jól gondolja. | |                      |                                           |
| 118 | Dermesztő visszatér Are ga Csikjú dajo Papa... Furíza Ojako no Gyakushú (あれが地球だよパパ... フリーザ親子の逆襲)                        | 1991. november 27.   | 1999. április 20./ 2013. november 11.     |
| Gohan kemény tanulással várja a pillanatot, hogy apja végre visszatérjen a Földre. Ám úgy tűnik, nemcsak ő az egyetlen, aki a visszatérésről ábrándozik, hanem az apja, Cord tábornok által kiborggá alakított Dermesztő is. | |                      |                                           |
| 119 | A rejtélyes megmentő Furíza va Boku ga Taoszu... Gokú o Matsz Nazo no Sónen (フリーザはボクが倒す... 悟空を待つ謎の少年)                  | 1991. december 4.    | 1999. április 21./ 2013. november 11.     |
| Miután apja, Cord tábornok összerakta, Dermesztő megindul a Földre, hogy bosszút álljon vereségéért. Mivel Goku távol van, úgy tűnik, semmi esélye a Földnek a két szupererővel rendelkező zsarnokkal szemben - legalábbis eleinte. | |                      |                                           |
| 120 | Dermesztőt megleckéztetik Furíza o Ittó Rjódan!! Mó Hitori no Szúpá Szaijadzsin (フリーザを一刀両断!! もう一人の超サイヤ人)               | 1991. december 11.   | 1999. április 22./ 2013. november 12.     |
| Dermesztő és Cord tábornok tobzódását egy különös, lila hajú fiatalember szakítja félbe, aki egy karddal van felszerelkezve. Kihívja a két zsarnokot párbajra, akik csak nevetnek rajta, ám hamarosan kiderül, hogy az illető egy szuper csillagharcos. | |                      |                                           |
| 121 | A titokzatos harcos Osszu!! Hiszasiburi... Kaettekita Son Gokú (オッス!! ひさしぶり... 帰って来た孫悟空)                                  | 1991. december 18.   | 1999. április 23./ 2013. november 12.     |
| Mire a többi harcos megérkezik a helyszínre, a titokzatos szuper csillagharcos miszlikbe aprítja Dermesztőt és apját, végleg végezve velük. Ezután közli a meglepett társasággal, hogy Goku hamarosan megérkezik, de ennél többet nemigen szednek ki belőle. | |                      |                                           |
| 122 | A féltve őrzött titok Boku no Csicsi wa Bedzsíta desz... Nazo no Sónen no Kokuhaku (ボクの父はベジータです... 謎の少年の告白)             | 1992. január 15.     | 2013. november 13.                        |
| Goku végre megérkezik a Földre, de fogalma sincs, ki lehet a rejtélyes fiatalember. Az illető végül négyszemközti beszélgetésre hívja őt, hogy beszámoljon mindenről. Elmondja Gokunak, hogy ő Trunks, Bulma és Vegita fia, aki a jövőből érkezett. Célja figyelmeztetni a társaságot: hamarosan androidok igázzák le a Földet, és Goku pedig egy akkor még gyógyíthatatlan szívbetegségben meghal. Hogy megakadályozza ezt, egy különleges gyógyszert hozott. | |                      |                                           |
| 123 | Son Goku új technikája Gokú no Sin Hisszatsz vaza!? Mitekure, Ora no Sunkan Idó (悟空の新必殺技!? 見てくれ、オラの瞬間移動)               | 1992. január 22.     | 2013. november 13.                        |
| Goku elmeséli a többieknek, hogyan menekült meg a Namek megsemmisülése után, majd bemutat egy új, speciális átviteli technikát, amit útközben tanult az egyik bolygón. | |                      |                                           |
| 124 | Az előkészületek Koetejaru...Gokú o!! Szentó Minzoku Szaijadzsin no ó (こえてやる...悟空を!! 戦闘民族サイヤ人の王)                        | 1992. január 29.     | 2013. november 14.                        |
| Goku és Ifjú Sátán Gohannal edzenek, hogy felkészüljenek az androidok érkezésére, miközben Vegita különleges gravitációs térben edz, hogy elérhesse a szuper csillagharcos állapotot. | |                      |                                           |
| 125 | Újabb megpróbáltatások Menkjó Kaiden? Gokú no Aratanaru Siren (免許皆伝? 悟空の新たなる試練)                                              | 1992. február 5.     | 2013. november 14.                        |
| Goku és Ifjú Sátán kénytelenek megszakítani az edzésüket, Csi-Csi követelésére ugyanis meg kell szerezniük a jogosítványt. Ám a két harcosnak sehogyan sem akar sikerülni a vezetés. | |                      |                                           |
| 126 | A robotok megérkezése Kehaj o Motanu Szatszudzsinki Dojcu ga dzsinzó Ningen da!? (気配を持たぬ殺人鬼 どいつが人造人間だ!?)                | 1992. február 12.    | 2013. november 15.                        |
| Három év kemény edzés után eljött az idő, és a nap, amit Trunks megjósolt az androidok érkezésére. A csapat az Amembo szigeten várakozik, hogy összecsapjanak a rettegett ellenséggel. | |                      |                                           |
| 127 | A találkozás Reikecu Nidzsúgó no Akugyaku Hidó! Gokú - Ikari no Csóhensin (冷血20号の悪逆非道!! 悟空 · 怒りの超変身)                      | 1992. február 19.    | 2013. november 15.                        |
| Yamcha összetalálkozik a C-19-es és C-20-as androiddal, akik súlyosan megsebesítik, nehogy segítséget tudjon hívni. Krilin elviszi őt Bulmához, hogy a varázsbabokkal felgyógyítsák, miközben Goku megpróbálja az androidokat kicsalni a városból. | |                      |                                           |
| 128 | A robotok titka Gokú, Daburu Sokku! Jamaj to Teki no Haszamiucsi (悟空, ダブルショック!! 病と敵のはさみ撃ち)                              | 1992. február 26.    | 2013. november 16.                        |
| Goku szuper csillagharcossá változik és megküzd C-19-cel. Közben Zseniális Teknős szigetén Marlene hiába várja vissza Krilint, míg felidézik Goku és a Vörös Szalag hadseregének kapcsolatát - úgy tűnik, ők a felelősek valamilyen módon az androidokért. Közben úgy tűnik, Goku nyerésre áll, ám C-19 speciális védelmi mechanizmusával képes energiát elnyelni, ráadásul ő maga is gyengül. | |                      |                                           |
| 129 | Vegita visszatérése Bedzsíta cujosi!! Mezameru Szúpá Szaijadzsin no csi (ベジータ強し!! 目覚める超サイヤ人の血)                           | 1992. március 4.     | 2013. november 16.                        |
| Úgy néz ki, a Trunks által említett szívbetegség a legrosszabbkor kezd kihatni Goku egészségi állapotára, hiszen javában küzd C-19-cel. A bajból a frissiben érkező Vegita menti ki, aki mindenki meglepetésére elérte a szuper csillagharcosi szintet. | |                      |                                           |
| 130 | Dr. Gero titka Nidzsúgó no Futeki na varai... Dokutá Gero no Himitsz (20号の不敵な笑い... ドクターゲロの秘密)                             | 1992. március 11.    | 2013. november 17.                        |
| C-19-et Vegita könnyűszerrel legyőzi újonnan jött erejével, de C-20 elmenekül, hogy új tervet eszeljen ki. A többiek elkezdik őt keresni, de nem bukkannak a nyomára. | |                      |                                           |
| 131 | Kik azok a kiborgok? Dzsidzsitszu va Mirai jori Oszorosí!? Torankuszu no Givaku (事実は未来より恐ろしい!? トランクスの疑惑)               | 1992. március 18.    | 2013. november 17.                        |
| C-20 elkapja Ifjú Sátánt, hogy az energiáját elszívva a harcosok ellen induljon, de Gohan idejében érkezik, hogy kimentse őt. Erejének visszanyerése után Sátán megküzd vele. Trunks visszatér a jövőből, és megdöbben, saját állítása szerint ugyanis ezeket az androidokat még sohasem látta. | |                      |                                           |
| 132 | A titkos laboratórium nyomában Cuigeki!! Dokutá Gero Nazo no Kenkjújo o Szagasidasze (追撃!! ドクターゲロ 謎の研究所を探し出せ)           | 1992. március 25.    | 2013. november 18.                        |
| Bulma felfedezi, hogy C-20 nem más, mint Dr. Gero, a Vörös Szalag seregeinek egykori őrült tudósa. Megpróbál kitörni egy csapással, hogy magához térítse C-17-et és C-18-at a titkos laborjában, így Trunks kénytelen megmenteni saját anyját és múltbéli gyermek önmagát. Ezután apja, Vegita után ered, hogy megállítsa - össze akar ugyanis csapni az androidokkal. | |                      |                                           |
| 133 | A rémálom valóra válik Soste Kjófu ga Gendzsitszu ni... Mezameru Dzsúnanagó to Dzsúhacsigó!! (そして恐怖が現実に... 目覚める17号と18号!!) | 1992. április 1.     | 2013. november 18.                        |
| Miközben Goku lassan felépül a betegségéből, C-20, azaz Dr. Gero rálel titkos laborjára, hogy aktiválja maradék androidjait. A többiek, Bulma segítségével, azonban rájönnek, hol is bújkál. | |                      |                                           |
| 134 | A legifjabb robot Subete ga Teokure ka!? Gokū o Korosu Saishū Heiki (すべてが手遅れか!? 悟空を殺す最終兵器)                               | 1992. április 8.     | 2013. november 19.                        |
| Dr. Gero sikeresen aktiválja C-17-et és C-18-at, azok azonban nemhogy követnék teremtőjük parancsait, de végeznek mesterükkel. Ezután felébresztik eddig ismeretlen harmadik társukat, C-16-ot is, hogy tartson velük. | |                      |                                           |
| 135 | Egy lelkiismeret nélküli robot Kavaí Kao de Csópavá!? Dzsúhacsigó ni Sikaku Nasi (かわいい顔で超パワー!? 18号に死角なし)                  | 1992. április 15.    | 2013. november 19.                        |
| Dr. Gero elpusztítása után a két android arra készül, hogy beteljesítse, amire programozták őket. Megindulnak Goku háza felé, hogy végezzenek vele, ám a merész Vegita az útjukat állja. Legelőször C-18-cal csap össze. | |                      |                                           |
| 136 | Egyenlőtlen küzdelem Dare nimo jacura o Tomerarenaj... Zetto Szensi Zenmetszu ka!? (誰にも奴らを止められない... Z戦士全滅か!?)            | 1992. április 22.    | 2013. november 20.                        |
| Vegita nem bír a nála sokkal erősebb C-18-cal. Trunks közbe próbál lépni, de őt C-17 veri le, majd rögtön ezután Ifjú Sátánt és Tien Shinhant is. Az egész eseményt C-16 passzívan szemléli végig. Ezután a három android elindul Goku lakóhelye felé, hogy most már számottevő ellenállás nélkül végezzenek vele. | |                      |                                           |
| 137 | Ifjú Sátán döntése Pikkoro no Kecui!! Totteoki no Szajgo no Sudan (ピッコロの決意!! とっておきの最後の手段)                               | 1992. április 29.    | 2013. november 20.                        |
| Az androidok megpróbálnak szerezni egy autót, ugyanis egy kicsit mókázni is szeretnének az odaúton. Közben a harcosok azon törik a fejüket, hogy lehetnének minél gyorsabban még erősebbek. Ifjú Sátán egy drasztikus módszert választ: felmegy a Mindenható palotájába, hogy újra egyesüljön vele. | |                      |                                           |
| 138 | Son Goku rejtekhelye Aruku Csóhakaj Heiki!! Dzsinzó Ningen ga Gokú ni Szemaru (歩く超破壊兵器!! 人造人間が悟空に迫る)                     | 1992. május 6.       | 2013. november 21.                        |
| Az androidok találnak egy autót, de a hatóságokkal is meggyűlik a bajuk. A Mindenható hosszasan gondolkodik a Sátánnal való újraegyesülés előtt, miközben Trunks és Gohan megpróbálják elrejteni Gokut, amíg nem késő. | |                      |                                           |
| 139 | Baljós előjel Fukicu na jokan! Buruma ga Siraszeta Miszuterí (不吉な予感! ブルマが知らせたミステリー)                                     | 1992. május 13.      | 2013. november 21.                        |
| Miközben az androidok továbbra is úton vannak, Gokut megpróbálják elrejteni, de beteg és rémálmai vannak, tehát ez nem lesz olyan egyszerű. Eközben Bulma hírét veszi egy általuk épített időgépnek, amely azonban eléggé rejtélyesnek látszik. | |                      |                                           |
| 140 | A második időgép utasa Jáku no Tamago o Hakken!! Kjófu szuru Torankuszu (不吉な予感! ブルマが知らせたミステリー)                          | 1992. május 20.      | 2013. november 22.                        |
| Gohan és Trunks a titokzatos második időgép vizsgálatára indulnak, amely legnagyobb megdöbbenésükre már nagyon régen ott hever a helyén. A környéken talált nyomok alapján valamiféle ismeretlen lény utazhatott vele, noha a szerkezetet egyértelműen Bulma készíthette valamikor. | |                      |                                           |
| 141 | Egységben az erő Kacutenaj Teki ni Mukete... Szúpá Namekkuszeidzsin Tandzsó! (かつてない敵に向けて... 超ナメック星人誕生!)                | 1992. május 27.      | 2013. november 22.                        |
| Gohan és Trunks Zseniális Teknős szigetére sietnek, majd rémhíreket hallanak: egy városban teljesen ok nélkül eltűnnek az emberek. A rettentő fenyegetést látva a Mindenható úgy dönt, fuzionál Sátánnal. | |                      |                                           |
| 142 | A rettenetes szörny Kamehameha!? Gokú no Ki o Mocu Monszutá (カメハメ波!? 悟空の気を持つモンスター)                                       | 1992. június 3.      | 2013. november 23.                        |
| Sátán a kihalt városba érkezik, ahol összetalálkozik a Cell néven bemutatkozó szörnyeteggel. Az is kiderül, hogy azért tűntek el a lakosok, mert a lény nemes egyszerűséggel felszippantja őket skorpiószerű fullánkjával. Ami azonban még meglepőbb, képes Goku Kamehameha-támadására is. | |                      |                                           |
| 143 | A negyedik robot Zóo to Hakai no Szejmejtaj!! Jacu no Na va dzsinzó Ningen Szeru (憎悪と破壊の生命体!! 奴の名は人造人間セル)              | 1992. június 10.     | 2013. november 23.                        |
| Cell a meglepetés erejével támad és megkísérli elnyelni Sátánt, de ő még idejében kimenekül, noha egyik karja bánja a csapást. Rákérdez, kicsoda is ő valójában, mire Cell úgy felel, ő Dr. Gero legerősebb találmánya, egy android, akit az Univerzum legerősebb harcosainak génjeiből gyúrtak össze - ezért ismeri a képességeiket. | |                      |                                           |
| 144 | Sátán tévedése Pikkoro Csúkon no Dajsippaj! Szeru ga Macsi ni Hanatareta! ((ピッコロ痛恨の大失敗! セルが街に放たれた)                     | 1992. június 17.     | 2013. november 24.                        |
| Cell elmondja Sátánnak, aki közben regenerálja a karját, hogy egy célja van: elnyelni C-17-et és C-18-at, hogy elnyerhesse tökéletes formáját. Miközben újra elkezdenek harcolni, Krilin és Trunks is a helyszínre érkeznek, és kiderül, hogy Cell ölte meg Trunksot a jövő világában, s az ő űrhajójával jött vissza a múltba. | |                      |                                           |
| 145 | Cell születésének titka Szeru Tandzsó no Himitsz! Kenkjújo no Csika ni Nani ga Aru!? ((セル誕生の秘密! 研究所の地下に何がある!?)          | 1992. június 24.     | 2013. november 24.                        |
| Tien Shinhan képességének használatával Cell megszökik, hogy beteljesítse ördögi küldetését. Trunks és Krillin felfedezik Dr. Gero laboratóriumában a fejlődés alatt álló, lárvaállapotú Cellt, és elpusztítják, így a jövőt befolyásolják. A veszélyhelyzet ellenére úgy tűnik, C-17 merész tervet eszelt ki. | |                      |                                           |
| 146 | Son Goku visszatérése Gokú Tatakaj eno Mezame! Szúpá Szajadzsin o Koero!! ((悟空闘いへの目覚め! 超サイヤ人を超えろ!!)                     | 1992. július 1.      | 2013. november 25.                        |
| Krilin Zseniális Teknős háza felé tart, ám a dühödt Cell útját állja. A jókor érkező Sátán és Tien Shinhan segítenek rajta. Trunks felkeresi Vegitát, hogy apjával együtt edzhessen, hogy túlszárnyalja a szuper csillagharcos szintet. Goku időközben felépül, és ő is azt tervezi, hogy erősebb lesz. | |                      |                                           |
| 147 | A reménysugár Sugyó o Iszoge Szaijadzsin! Szejsin to Toki no Heja de... (修行を急げサイヤ人! 精神と時の部屋で...)                         | 1992. július 8.      | 2013. november 25.                        |
| Goku, Gohan, Trunks, és Vegita célja is ugyanaz: minél rövidebb időn belül minél erősebbnek lenni, és ha ez lehetséges, a szuper csillagharcos szintnél is erősebbnek. Hogy ezt elérjék, Goku egy különleges szobához viszi őket: ha bemennek, egyetlen földi nap alatt odabent egy egész év telik el. Eközben az androidok felfedezik, hogy Goku eltűnt, Sátán pedig meg akarja állítani őket. | |                      |                                           |
| 148 | A rejtekhely lelepleződik Ten o Saku Gekirecu Kódan!! Pikkoro Tai dzsinzó Ningen dzsúnanagó (天を裂く激烈光弾!! ピッコロVS人造人間17号)   | 1992. július 15.     | 2013. november 26.                        |
| Sátán összecsap C-17-tel, és kiegyenlített küzdelmet folytat vele. Eközben Bulma keresi a megoldását annak, hogyan lehetne deaktiválni az androidokat. Mindeközben azonban Cell megérzi Sátán erejét, és tudja, hogy az egyik androiddal harcolhat, ezért a helyszín felé veszi az irányst, hogy egyesüléssel tökéletesítse magát. | |                      |                                           |
| 149 | Közel a cél Kono Hi o Matte Ita!! Szeru - Kanzentai eno dzsokjoku (この日を待っていた!! セル·完全体への序曲)                              | 1992. július 22.     | 2013. november 26.                        |
| C-17 és Sátán küzdelme tovább folytatódik, és bár egyenlő ellenfelek, a nagy előnye C-17-nek, hogy nem tud elfáradni. Trunks és Vegita már jó ideje bent vannak az időkamrában, Gohan és Goku pedig alig várják, hogy kijöjjenek. Eközben Cell felfedezi a csatázó párost, az androidok pedig láthatólag nem ismerik fel a lényt. | |                      |                                           |
| 150 | A legyőzhetetlen lény Szutemi no Hangeki Ojobazu! Pikkoro Moecukiru!! (捨て身の反撃及ばす! ピッコロ燃え尽きる!!)                          | 1992. július 29.     | 2013. november 27.                        |
| Most, hogy még több ember energiáját nyelte el, Cell sokkal erősebb, mint Sátán, és könnyűszerrel félretaszítja őt. Felfedezvén eredetét és valódi céljait, az androidoknak együtt kell megküzdeniük ellene, nehogy utolérje őket a végzet. | |                      |                                           |
| 151 | Hatalmas ellenfél Nokoszareta dzsuiicu no Nozomi... Mugon no Szensi dzsúrokugó Tacu!! (残された唯一の望み... 無言の戦士16号立つ!!)        | 1992. augusztus 5.   | 2013. november 27.                        |
| Vegita és Trunks még mindig bent edzenek, de közel az idő, amikor végre kijöhetnek. Közben a kétségbeesett C-17 megküzd Cell-lel, de nem érhet fel az erejével. Váratlanul belép azonban a küzdőtérre a mindeddig passzív C-16, aki úgy tűnik, van olyan erős, mint Cell. | |                      |                                           |
| 152 | Egyenlőtlen küzdelem Dzsúnanagó o Nomikonda... Hensin Szeru va Csógurume (17号を飲み込んだ... 変身セルは超グルメ)                         | 1992. augusztus 12.  | 2013. november 28.                        |
| Cell és C-16 küzdelme folytatódik. C-16 intése ellenére C-17 és C-18 nem menekülnek el, hanem a helyszínen maradnak. Bár úgy tűnik, meghalt, egy óvatlan pillanatban Cell C-17 mögé settenkedik és elnyeli őt. Cell ezzel egy újabb, tökéletesebb formába lép, és sokkal erősebb lesz, amivel már C-16 sem bír. Tien Shinhan, hogy segítsen a két androidnak, támadásokkal tartja fel a lényt, amíg ketten elmenekülnek. | |                      |                                           |
| 153 | A mentőöv Asita va Omé o Tatakinomesz!! Gokú no Csószenjó (17号を飲み込んだ... 変身セルは超グルメ)                                        | 1992. augusztus 19.  | 2013. november 28.                        |
| Tien Shinhan minden erejét elhasználja, hogy feltartsa Cellt. Segítségére Goku siet, aki érzékeli, hogy Sátán még mindig életben van. Cell azonnal rá akar támadni, de Goku a Mindenható otthonába teleportál. Közben Trunks és Vegita végre kijönnek az időkamrából. | |                      |                                           |
| 154 | Az alagút vége Subete Ore ga Katazukeru!! Shinsei Bejīta Oyako Shutsugeki (明日はオメエを叩きのめす!!悟空の挑戦状)                        | 1992. augusztus 26.  | 2013. november 29.                        |
| Vegita és Trunks végre kijöttek az időkamrából, fejlődésüknek köszönhetően azonnal Cell nyomába erednek, aki még mindig a C-18-as robotot keresi, hogy legyőzhetetlen legyen. Eközben Goku és Gohan lépnek be az időkamrába, ahol Goku megtanítja Gohannak szuper csillagharcossá változni. | |                      |                                           |
| 155 | Vegita csúcsformában Ikinari Zenkai!! Hikarikagajaku Bedzsíta no Csópavá (17号を飲み込んだ... 変身セルは超グルメ)                         | 1992. szeptember 2.  | 2013. november 29.                        |
| Cell úgy keresi C-18-at, hogy felrobbant számos szigetet, hátha az egyiken nyomára lel. Ez alapján Vegita könnyűszerrel megtalálja őt. Bár senki nem hisz abban, hogy méltó ellenfél lehetne, szuper csillagharcossá változik, és mindannyian érzékelik, milyen iszonyatosan erős lett. | |                      |                                           |
| 156 | A véget nem érő küzdelem Szeru jo Hizamazuke! Ore va Szúpá Bedzsíta da!! (セルよひざまずけ! オレは超ベジータだ!!)                         | 1992. szeptember 9.  | 2013. november 30.                        |
| Vegita szemmel láthatóan sokkal erősebb lett, és könnyűszerrel felveszi a harcot Cell ellenében. Miközben Trunks visszaemlékszik az edzésükre, Gohanon nagy a nyomás: szuper csillagharcossá kell válnia az időkamrában. | |                      |                                           |
| 157 | A kiállhatatlan Vegita Kiken na Puraido!! Kanzentai Szeru eno Csószen (危険なプライド!! 完全体セルへの挑戦)                               | 1992. szeptember 16. | 2013. november 30.                        |
| Miközben Goku és Gohan edzenek, Vegita Cell fölé kerekedik. Trunks végezne vele, de az android a csillagharcos leggyengébb pontjára tapint rá: a hiúságára. Ám egyelőre úgy tűnik, nem jár sikerrel. | |                      |                                           |
| 158 | Krilin elhatározásra jut Ore Najandzsau!! Kuririn no dzsúhacsigó Hakai Kószaku (オレ悩んじゃう!! クリリンの18号破壊工作)                  | 1992. szeptember 23. | 2013. december 1.                         |
| Cell Vegita hiúságára és arroganciájára alapozva próbál meg trükkösen C-18 közelébe kerülni. Közben Krilin azon van, hogy leállítsa az androidot, de az érzelmei felülkerekednek rajta, ezért inkább tönkreteszi a megsemmisítőt. Vegita azonban ekkor elengedi Cellt is, az pedig mindenképpen C-18-at akarja. | |                      |                                           |
| 159 | Fenyegető előjelek Zenucsú ni Sógeki!! Szeru, Kanzentai e Kjói no Sinka (全宇宙に衝撃!! セル, 完全体へ驚異の進化)                         | 1992. szeptember 30. | 2013. december 1.                         |
| Trunksnak köszönhetően Krilin, C-16 és C-18 kapnak egy kis időt, hogy elmeneküljenek Cell elől. Vegitának azonban más tervei vannak, ezért megpróbálja fiát visszatartani. Egy óvatlan pillanatban azonban a harcosokat Cell elvakítja, majd félresöpörvén Krilint az útból elnyeli C-18-at. | |                      |                                           |
| 160 | Félelemben Szentórjoku Mugendai!! Szeru to Iu Na no Hakaisin Tandzsó (戦闘力無限大!! セルという名の破壊神誕生)                            | 1992. október 14.    | 2013. december 2.                         |
| Dr. Gero álma végül beteljesült, létrejött a tökéletes Cell. Vegita azonban önhittségében örül ennek, hiszen így egy erősebb ellenfelet győzhet le. Közben az időkamrában Gohan megunja, hogy apja túl kedvesen bánik vele, így megkéri, hogy legyen vele keményebb. Goku ezért csillagharcossá változik, és egy iszonyatos erejű Kamehamehát küld fia ellen, akinek így végre sikerült szuper csillagharcossá változnia. | |                      |                                           |
| 161 | Vegita veszélyben Szúpá Bedzsíta Ajausi!! Kanzen Muketsz no Kjófu ga Szemaru!! (超ベジータ危うし!! 完全無欠の恐怖が迫る!)                 | 1992. október 21.    | 2013. december 2.                         |
| Vegita alig várja, hogy összecsapjon Cell-lel, és ez meg is történik. A csillagharcos azonban képtelen akár csak megsebezni a tökéletesedett androidot. Eközben Goku és Gohan csillagharcosként folytatják tovább az edzésüket. | |                      |                                           |
| 162 | Trunk közbelép Szúpá Szaijadzsin no Genkai Toppa!! Arasi o jobu Torankusz (超サイヤ人の限界突破!! 嵐を呼ぶトランクス)                     | 1992. október 28.    | 2013. december 3.                         |
| Vegita vesztésre áll, így Trunksnak nincs más választása, mint aktiválnia eddig rejtett erejét. Kiprovokálja, hogy Cell álljon ellen támadásának, amit az meg is tesz. A csapás következtében Cell jobb karja odavész és a jobb oldala is súlyosan megsérül. Vegita kineveti őt, ám Cell ekkor közli, hogy génkészletében ott van Ifjú Sátán regeneratív képessége is. Miután újjáépítette magát, arra készül, hogy megölje Vegitát, ám Trunks egy újabb csapásra szedi össze erejét. | |                      |                                           |
| 163 | Az újabb küzdelem kezdete Csicsi o Szukue!! Ten omo Kogasz Torankusz no Ikari (父を救え!! 天もを焦がすトランクスの怒り)                   | 1992. november 4.    | 2013. december 3.                         |
| Miközben Trunks beveti magát a harcba, minden erejére szüksége van, hogy megmentse apja életét. Vegitát végül Krilin helyezi biztonságba. Az időkamrában közben tovább folyik Gohan és Goku tréningje. | |                      |                                           |
| 164 | Trunk, a jövő túlélője Zetszubó no Mirai!! Dzsigoku o Ikinuita Otoko Torankusz (絶望の未来!! 地獄を生き抜いた男トランクス)                | 1992. november 11.   | 2013. december 4.                         |
| Trunks felidézi saját emlékeit arról, hogyan pusztult el a jövő világa Cell miatt, és ebből merít erőt. Közben Cell is elmeséli, hogyan és miért került ő abba a világba. A harcban Trunks áll jobban, ám Cell szerint úgysem fogja legyőzni őt. | |                      |                                           |
| 165 | Cell javaslata Szúpá Torankusz ni Jakuten! Szeru, Szógeki no Bakudan Hacugen (超トランクスに弱点!! セル, 衝撃の爆弾発言)                  | 1992. november 18.   | 2013. december 4.                         |
| A kiegyenlített harcban Cell felfedezi Trunks gyenge pontját: egy váratlan lelassulást. Az időkamrában Goku felfedezi ugyanezt, és megpróbálja kiküszöbölni. Vegita felépül és Krilin kíséretében újra a helyszín felé tart. Ám ott Trunks közli velük, hogy Cell nem akarja most legyőzni őket - helyette megszervez egy harcművészeti tornát, ahol bárki kiállhat ellene, aki elég erősnek érzi magát hozzá, mielőtt elpusztítaná a Földet. | |                      |                                           |
| 166 | Előkészületek Gokú ni Szemaru Daikesszen!! Sin-Tenkaicsi Budókai no Nazo (悟空に迫る大決戦!! 新天下一武道会の謎)                          | 1992. november 25.   | 2013. december 5.                         |
| Trunks mindenkinek elmeséli Cell terveit. Mindössze kilenc napot adott nekik, ami kevés, de ki kell használniuk. Közben Cell létrehozza a játék helyszínét és elkezdi azt reklámozni. | |                      |                                           |
| 167 | A bejelentés Sicsóritsz Hjaku Pászento!! Shi o jobu Szeru Gému Dokuszen Namahószó (視聴率100%!! 死を呼ぶセルゲーム独占生放送)             | 1992. december 2.    | 2013. december 5.                         |
| Goku és Gohan tovább tréningeznek, Yamcha és Krilin pedig együtt készülnek fel a Cell Játékokra. Cell a tornát televízión keresztül jelenti be, kihívván maga ellen a Föld legerősebb harcosait. | |                      |                                           |
| 168 | Son Goku visszatér Gokú to Gohan... Híró Ojako Kjúkjoku Reberu Appu (悟空と悟飯... ヒーロー親子究極レベルアップ)                          | 1992. december 9.    | 2013. december 6.                         |
| Goku és Gohan végre kijönnek az időkamrából, Trunks pedig eléjük siet, hogy közölje velük a történteket. A hátralévő kilenc napban először Ifjú Sátán, majd Vegita, végül Trunks használják majd a kamrát. Goku szerint nekik már nincs szükségük különleges edzésre, majd elmegy, hogy megnézze magának Cellt. | |                      |                                           |
| 169 | Egy más Son Goku Gokú no dzsojú!? Jaszunde Mató Szeru Gému (悟空の余裕!? 休んで待とうセルゲーム)                                          | 1992. december 16.   | 2013. december 6.                         |
| Goku felfedezi, hogy a harci kapacitása még így is kevesebb, mint Cellé, ám nem aggódik emiatt. Cell közben edzésképpen meteorokat pusztít el. Goku és Gohan a hátralévő kilenc napból hatot pihenéssel töltenek. | |                      |                                           |
| 170 | Téves riasztás Szensi no Kjúszoku... Sódzso to Uszo to Gohan no Kecui (戦士の休息... 少女と嘘と悟飯の決意)                                | 1993. január 13.     | 2013. december 7.                         |
| Míg Goku pihen, Gohan a városba megy, ahol összebarátkozik egy Lime nevű lánnyal. A település vezetője Celltől való félelmében egy bunkert épített, egy tábornok pedig együttműködésre kényszeríti az embereket. Gohanra vár a feladat, hogy rendet rakjon. | |                      |                                           |
| 171 | Családi fénykép Himerareta Csikara!! Gohan ga Akanbó datta Koro (秘められた力!! 悟飯が赤ン坊だった頃)                                     | 1993. január 20.     | 2013. december 7.                         |
| Gohannak születésnapja van. Csi-Csi visszaemlékszik egy történetre, ami Gohan névadásához kötődik, Goku pedig egy másik sztorit idéz fel, amihez köze van egy almafának is. | |                      |                                           |
| 172 | A lázadás Kamiszama o Szagasidasze!! Goku, Dai Sunkan Idó (神様を探し出せ!! 悟空、大瞬間移動)                                             | 1993. január 27.     | 2013. december 8.                         |
| Ifjú Sátán sokkal erősebben jön ki az időkamrából, s őt Vegita váltja. Miközben Cell a játékok kezdetére vár, a hadsereg megpróbálja őt megállítani. Természetesen próbálkozásuk értelmetlen, az android hidegvérrel végez velük. Goku ezen felháborodva elhatározza, hogy felkeresi a namekieket, és megkéri egyiküket, legyen az új Mindenható. | |                      |                                           |
| 173 | Az új Mindenható Dende no Hatszu Sigoto!! Doragon Bóru Fukkatsz da (デンデの初仕事!! ドラゴンボール復活だ)                                | 1993. február 3.     | 2013. december 8.                         |
| Goku kiválasztja Dendét, és felkéri, legyen az új Mindenható. Ő a Földre utazik és létrehozza az új sárkányt, mely egy időben két kívánság teljesítésére is képes. Míg Goku nekilát összegyűjteni a kristálygömböket, Herkules jelentkezik a tornára, hogy kiálljon Cell ellen. | |                      |                                           |
| 174 | A kristálygömbök Gokú ni Nanmon!? Doragon Bóru o Torimodosz (悟空に難問!? 神龍球をとり戻せ)                                               | 1993. február 10.    | 2013. december 9.                         |
| A Cell Játékok kezdete előtt Herkules nekilát támogatókat gyűjteni magának. Közben Goku rálel az utolsó két kristálygömbre, amiket Tao tábornok tart magánál. Harc helyett azonban három rejtvény megoldása az ára a gömbök megszerzésének. Szerencsére még épp a játékok megszerzése előtt sikerül megkaparintani mind a hét gömböt. | |                      |                                           |
| 175 | A visszaszámlálás Szeru ni Idomu Mono Tacsi!! Kesszen no Makuake (セルに挑む者たち!! 決戦の幕開け)                                        | 1993. február 17.    | 2013. december 9.                         |
| A Cell Játékok végre elkezdődnek, és a Föld legjobb harcosai állnak készen arra, hogy megmérkőzzenek Cell-lel. Herkules azonban mindenki előtt szeretne következni, mert úgy véli, könnyűszerrel legyűri az androidot. | |                      |                                           |
| 176 | Herkules tanítványai Csotto Matta!! Szatangundan Daiabare (ちょっと待った!! サタン軍団大暴れ)                                             | 1993. március 3.     | 2013. december 10.                        |
| Még mielőtt Herkules a ringbe lépne, a tanítványai következnek. Egyikük sem jelent azonban semmiféle megerőltetést Cellnek. Végül magát Herkulest is kihajítják a ringből. Ám ekkor színre lép Goku. | |                      |                                           |
| 177 | Az első forduló Sóbu da Gokú!! Csú Kinpaku Szeru Gému (勝負だ悟空!! 超緊迫セルゲーム)                                                     | 1993. március 10.    | 2013. december 10.                        |
| Cell és Goku összecsapnak, lábuk alatt pedig megremeg a föld. Mikor azonban újra földet érnek, kiderül, hogy mindez csak bemelegítés volt, és Goku is valódi ereje maximumra töltődésére vár. | |                      |                                           |
| 178 | A nagy játszma Csikjú Csokugeki!! Szeru no Tokudai Kamehameha (地球直撃!! セルの特大カメハメ波)                                           | 1993. március 17.    | 2013. december 11.                        |
| Megkezdődik Cell és Goku közt a harc. Az android rájön, hogy emberére akadt, ezért trükközéshez folyamodik. Tien Shinhan, Ifjú Sátán, és Dermesztő technikáit alkalmazza Goku ellen, hogy megzavarja. Legvégül egy Kamehameha csapást ereszt el, de Goku ezt is elkerüli. | |                      |                                           |
| 179 | A titkos taktika Haiboku ka Si ka!? Gokú, Gyakuten no Hiszaku ((敗北か死か!? 悟空、逆転の秘策)                                            | 1993. március 31.    | 2013. december 11.                        |
| Cell és Goku küzdelme kiegyenlített. Mikor látja, hogy Goku ellen a szabályok szerint nem sokat ér, elpusztítja a ringet, és csaló módon küzd tovább. Mivel így már nincs, ami megkösse, az ereje gyorsan nő, és a módszerei is durvulnak. Válaszul Goku egy ügyes trükkel, egy jól elengedett gigantikus Kamehameha csapással és instant teleportálással közvetlenül Cellt találja el. Úgy tűnik, Goku nyert. | |                      |                                           |
| 180 | Son Goku feladja Sitó ni Kecsaku!! Gokú no Kószan Szengen!? (敗北か死か!? 悟空、逆転の秘策)                                               | 1993. április 7.     | 2013. december 12.                        |
| Bár mindenki azt hiszi, hogy Cellnek vége van, Goku érzi, hogy ez nincs így. És valóban: az android regenerálja saját magát. Mivel mindketten kimerültek, de Goku jobban, így mindenki általános megdöbbenésére úgy dönt, feladja a harcot. | |                      |                                           |
| 181 | Az utolsó résztvevő Szaikjó o cugu Mono... Szono Na va Gohan (最強を継ぐ者...その名は悟飯)                                                | 1993. április 14.    | 2013. december 12.                        |
| Goku feladása után Cell úgy érzi, végül ő nyert. Hátravan azonban még egy harcos, mert Goku maga helyett Gohant jelöli ki, a többiek ugyanis legyőzve hevernek. Goku ad egy varázsbabot Cellnek, mert megbízik abban, hogy Gohan ereje többszörösen felülmúlja az övét. | |                      |                                           |
| 182 | Son Gohan titka Okore Gohan!! Nemureru Csikara o jobiokosze (怒れ悟飯!!眠れる力を呼び起こせ)                                              | 1993. április 21.    | 2013. december 13.                        |
| Habár úgy tűnik, hogy Cell hatalmas csapást mért Gohanra, a fiatal harcos feláll és még keményebbnek tűnik. Figyelmezteti Cellt, hogy ha elszabadítják benne a dühöt, mint az történt Raditz és Dermesztő esetében is korábban, akkor ott nagy bajok lesznek. A jelek szerint Cellt azonban ez nem izgatja, sőt, azt akarja, hogy maximálisra növelje az erejét. | |                      |                                           |
| 183 | C-16 halála Csitcsana Kjói!! Szeru dzsunia Raisú (ちっちゃな脅威!!セルジュニア来襲)                                                       | 1993. április 28.    | 2013. december 13.                        |
| Cell minden lehetőséget megragad, hogy kínozza Gohant és szabályosan kiverje belőle az erejét. Ám ekkor C-16 Gohan segítségére siet. Megpróbálja az önmegsemmisítőjével megölni Cellt, de azt Bulma már korábban deaktiválta. Az androiddal így Cell könnyűszerrel végez, majd a többi harcosnak meglepetésként kisméretű Celleket küld. | |                      |                                           |
| 184 | A miniatűr szörnyek Dzsúrokugō Muzan!! Ugokidaszu Ikari no Szúpá Gohan (16号無惨!!動き出す怒りの超悟飯)                                   | 1993. május 5.       | 2013. december 14.                        |
| A kisméretű Cellek kemény ellenfelek, úgy néz ki, csak Vegita és Trunks bírnak velük. Közben C-16-ból csak a feje maradt meg, amit saját kérésére Herkules elvisz Gohanhoz. Utolsó szavaival még tanácsokat ad Gohannak, majd Cell végez vele. Ezen felháborodva Gohan ereje megnő, és váratlanul második szintű szuper csillagharcossá változik. | |                      |                                           |
| 185 | Son Gohan felülkerekedik Fukiareru Sin no Pavá!! Szeru dzsunia Funszaj (吹き荒れる真の力!!セルジュニア粉砕)                               | 1993. május 12.      | 2013. december 14.                        |
| Gohan a második szintű képességeivel könnyűszerrel végez a kisméretű Cellekkel. Láthatólag átváltozása során nem szembesült a nagy problémával, a lassulással sem. Miután mind a hét kis harcossal leszámolt, átadja a varázsbabokat Trunksnak, majd Cell ellen fordul. | |                      |                                           |
| 186 | Cellt kiütik Szeru o Nokkuauto!! Tatta Nihatsz no Csó Tekken (セルをko!!たった2発の超鉄拳)                                                | 1993. május 19.      | 2013. december 15.                        |
| Gohan és Goku küzdelmében az előbbi sokkal erősebbnek tűnik. Sátán szerint azért harcolt Goku előbb, hogy megmutassa fiának, hogyan küzd Cell. Végül Cell teljes erőre vált, és bár megüti Gohant, a válaszcsapás megsemmisítő erejű. | |                      |                                           |
| 187 | A rémálom véget ér Seru ni Ihen!! Kuzusareta Kanzentai (セルに異変!!崩された完全体)                                                       | 1993. május 26.      | 2013. december 15.                        |
| Cell ugyan még képes visszatérni a csatába, de Gohan könnyűszerrel fölékerekedik. Végső kétségbeesésében egy hatalmas Kamehameha segítségével akarja elpusztítani a Földet, de a válaszcsapás teljesen letaglózza őt. A második szintű szuper csillagharcosi lét kihozza Gohan szadista énjét, így ahelyett hogy végezne Cell-lel, inkább kínozza. Ez elég időt ad Cellnek a regenerálódásra, de nem tudja kihasználni előnyét, mert figyelmen kívül hagyja Gohan méreteit. Gohan azonban erős ütéseket mér rá, melynek köszönhetően az android kiadja magából C-18-at és visszafejlődik egy korábbi állapotába. | |                      |                                           |
| 188 | Az áldozat Baj Baj Minna Gokú Szaigo no Sunkan Idó (バイバイみんな!!悟空最後の瞬間移動)                                                   | 1993. június 2.      | 2013. december 16.                        |
| Most, hogy Cell tökéletlenebbé vált, eljött az ideje az elpusztításának, de Gohan a szuperképessége negatív vonásai miatt inkább kínozza őt. Természetesen az android ezt nem hagyhatja, és végső kétségbeesésében aktiválja az önmegsemmisítőjét, mely a bolygóra is halálos veszélyt jelent. Az önfeláldozó Goku azonban Kaitó bolygójára teleportálja őt, de ennek árán meghal. Általános megdöbbenésre azonban Cell visszatér és megsebesíti Trunksot. | |                      |                                           |
| 189 | A rémuralom Hakucsú no Akuma!! Kjófu va jori Kanpeki ni (白昼の悪夢!!恐怖はより完璧に)                                                    | 1993. június 16.     | 2013. december 16.                        |
| A regenerálódott Cell újra tökéletes formáját ölti fel. Elárulja a harcosoknak, hogy amíg egyetlen sejtje is megvan, addig vele nem lehet végezni. Vegita, hogy megbosszulja a fiát, egyedül akar megküzdeni Cell-lel, de az iszonyatos erővel támad vissza rá. A csapást Gohan fogja fel, akinek így lebénul a bal keze, és ráadásul több varázsbabjuk sem maradt. Cell felkészül utolsó támadására, mellyel a Földet készül felrobbantani. | |                      |                                           |
| 190 | Apja fia Gokú kara Gohan e... Csicsi no Tamasii va cutavatta (悟空から悟飯へ...父の魂は伝わった)                                          | 1993. június 23.     | 2013. december 17.                        |
| Cell végül úgy tűnik, elérte célját és beteljesíti ördögi tervét. Gohannal azonban telepatikus úton kapcsolatba lép Goku, és egyetlen karja ellenére kitartásra bátorítja. Gohan összeszedi minden erejét, és elszabadítja a legerősebb Kamehamehát, amire csak képes. | |                      |                                           |
| 191 | A győzelem napja Tatakai va Ovatta... Arigató Son Gokú (悟空から悟飯へ...父の魂は伝わった)                                                | 1993. június 30.     | 2013. december 17.                        |
| Gohan és Cell támadásai összeütköznek, egy hatalmas krátert hátrahagyva. Cell sokkal erősebbnek tűnik most, ezért a többi harcos megpróbál segíteni neki, eredménytelenül. Végül Vegita támadása lesz elég ahhoz, hogy egy kicsit elterelje a figyelmét, és Gohan bevihesse a végső csapást. Cell elemeire esik szét, és visszatérésére most már nincs esély. | |                      |                                           |
| 192 | Boldog békeidők Ora Ano jo de Sugyó szuru!! Egao no vakare (悟空から悟飯へ...父の魂は伝わった)                                            | 1993. július 7.      | 2013. december 18.                        |
| A harcosoknak most már végre elég idejük van arra, hogy a kristálygömb segítségével megidézzék a sárkányt. Első kívánságuk Goku feltámasztása lenne, de a sárkány közli velük, hogy ez lehetetlen. Ám Goku maga is azt kívánja, hogy hadd maradjon a túlvilágon, hiszen annyi bajt okozott már. | |                      |                                           |
| 193 | A második kívánság Atarasii Hibi... Tószan! Boku Ganbaru (新しい日々...父さん!ボクがんばる)                                               | 1993. július 14.     | 2013. december 18.                        |
| Mivel senkinek nem jut eszébe más kívánság, Krilin azt kéri a sárkánytól, hogy változtassa emberré C-18-at. Mivel ez azonban szintén lehetetlen, ezért legalább az önmegsemmisítő rendszerét kiiktatja örökre. Trunks hazatér a saját idejébe, és a dolgok újra békés mederbe térnek. | |                      |                                           |
| 194 | A jövő rémálma Mó Hitotsz no Kecumacu!! Mirai va Ore ga Mamoru (もう一つの結末!!未来はオレが守る)                                         | 1993. július 21.     | 2013. december 19.                        |
| Trunks visszatér a saját idejébe, ahol könnyűszerrel végez C-17-tel és C-18-cal. A tökéletlen Cell is megpróbálja becserkészni, de nem jár sikerrel. Miközben a jövő is megmenekül, Goku és Kaitó utazásra indulnak a túlvilágon. | |                      |                                           |

## Buu (Bubu) Saga (195–291. rész)
A történet első fele ismét csak filler: Goku útját mutatja be a másvilágon, és közben a harcosok új generációjának felcseperedését is szemmel követhetjük. Hamarosan azonban egy új ellenfél, a varázserővel rendelkező Babidi jelenik meg, és keseríti meg a harcosok életét. Később egy másik varázsló, Bibidi kreatúrája, Bubu bukkan fel, akit szintén pusztításra hoztak létre. legyőzéséhez már új technikákra: harmadik szintű csillagharcosi erőre és fúzióra van szüksége a csillagharcosoknak.
| # | Epizód címe | Első japán sugárzás  | Első magyar (Viasat 6) sugárzás |
| --- | --- | -------------------- | ------------------------------- |
| 195 | A Másvilág lakói Daikangeki!! Ita zo! Ano jo no Szugé jacu (大感激!!いたぞ!あの世のスゲエ奴)                             | 1993. július 28.     | 2013. december 19.              |
| Goku és Kaitó megkezdik utazásukat a másvilágon. Kaitó elmondja neki, hogy az univerzumot négy szegmensre oszttották fel, és vannak még rajta kívül más Kaitók. Történetesen ő az északi, és fölöttük a Fő Kaitó áll. Az ő bolygóján Goku korábbi ellenfelei, Cell, Dermesztő, Cord tábornok, és a Különleges Erők négy tagja randalíroznak. Goku és a nyugati égtáj másik erős harcosa, Paikuhan kapják a feladatot, hogy lerendezzék őket. Míg Goku a Különleges Erőkkel van elfoglalva, Paikuhan tanúbizonyságát adja lenyűgöző erejének.                                                                                         | |                      |                                 |
| 196 | Mennyei bajnokság Ano jo Icsi va Ora da Rekisi no júsa Daisúgó (あの世一はオラだ歴代の勇者大集合)                        | 1993. augusztus 11.  | 2013. december 20.              |
| A Nyugati Kaitó egy túlvilági harcművészeti tornát javasol, hogy eldöntsék, melyik égtáj harcosai a legjobbak. Goku is elindul rajta, és egyik ellenfele csiklandozni kezdi, mire válaszul visszaüt. A lény sírni kezd, és megkezdi átalakulását legvégső formájába. Azonban mivel ez 1200 évig tart, így Gokut hozzák ki győztesnek. | |                      |                                 |
| 197 | A negyeddöntők Dajkajószej Nekkjó! Makiokosze Gokú Szenpú (大界王星熱狂!!まきおこせ悟空旋風)                             | 1993. augusztus 18.  | 2013. december 20.              |
| A negyeddöntők során Goku egy vízi lénnyel akad össze. A víz alatt nem lehet ellenfele, ezért egy Kamehameha csapással kilöki ellenfelét a szárazra, ahol már könnyűszerrel nyer. Gokuval együtt a déli Tolby, valamint a nyugati Maraiko és Paikuhan is továbbjutnak. | |                      |                                 |
| 198 | A döntő összecsapás Honoo no Kessó!! Gokú ka Paikúhan ka!? (炎の決勝!!悟空かパイクーハンか!?)                            | 1993. augusztus 25.  | 2013. december 21.              |
| Goku legyőzi Maraikót, és ezzel bejut a döntőbe. Közben Paikuhan is nyer Tolby ellen, így a döntőben ők ketten csapnak össze. A küzdelem közben kiderül, mindketten titkolják igazi erejüket. Végül Paikuhan leveszi a nehéz edzőruháját, Goku pedig szuper csillagharcossá változik. | |                      |                                 |
| 199 | Az új bajnok Nigasz na Sóri!! Kimero Csóhaja Kamehameha (逃がすな勝利!!決めろ超速かめはめ波)                             | 1993. szeptember 1.  | 2013. december 21.              |
| Goku és Paikuhan mérkőzése kiegyenlített, a közönség nagy örömére. Mindkettejük beveti legkeményebb támadását, de a másiknak mindig jön rá az ellencsapás. Végül Goku teleportálással kerül Paikuhan mögé és kilöki ellenfelét a ringből. Goku tehát úgy tűnik, nyert, de a Fő Kaitó szerint mivel mindketten szabálytalankodtak, ezért mindkettejüket diszkvalifikálják. Cserébe a lény felkínál nekik több évi exkluzív, de kemény edzést. | |                      |                                 |
| 200 | Új élet kezdődik Are kara Sicsinen! Kjó kara Boku va Kókószej (あれから7年!今日から僕は高校生)                           | 1993. szeptember 8.  | 2013. december 22.              |
| Hét év telt el Cell legyőzése és Goku halála óta, Gohan pedig tinédzserkorba lépett. Csi-Csi úgy dönt, egy távoli város iskolájába küldi őt tanulni. Itt találkozik Herkules lányával, Videllel. Reggel megakadályoz egy rablást, de igazi erejét megpróbálja titokban tartani, még a lány előtt is. | |                      |                                 |
| 201 | Az Intergalaktikus Harcos Ai to Szeigi no Guréto Szaijaman Szandzsó (愛と正義のグレートサイヤマン参上)                   | 1993. szeptember 15. | 2013. december 22.              |
| Gohan titokban szeretné folytatni a jótetteket, ezért megalkotja az Intergalaktikus Harcos karakterét, Bulma által tervezett szuperhősjelmezben. Mivel a varázsfelhőre már nincs szüksége, azt kisöccsére, Gotenre hagyja. Miközben Trunks és Vegita is keményen edzenek, Gohan megment egy buszt. | |                      |                                 |
| 202 | A románc Gohan no Hacsamecsa Hacu Déto!? (悟飯のハチャメチャ初デート!?)                                                  | 1993. szeptember 29. | 2013. december 23.              |
| Gohan úgy hiszi, egyik iskolatársa, Angela látta őt beöltözni a titkos identitásának, ezért mindent megtesz a lány kedvéért. Hogy a kedvében járjon, randevúra hívja, ám közben meg kell mentenie a várost. Végül Videlbe botlik, Angela pedig azt hiszi, Gohan vele csalja őt, ezért a románc azelőtt véget ér, hogy igazán elkezdődhetne. | |                      |                                 |
| 203 | Videl megmentése Gohan, Kinkjú Sutszudó! Bíderu o Szukue! (悟飯、緊急出動!ビーデルを救え!!)                              | 1993. október 20.    | 2013. december 23.              |
| Videl kezdi sejteni, hogy ki is lehet igazából az Intergalaktikus Harcos. Néhány rosszarcú bűnöző őt rabolja el, így Gohanra várna a feladat, hogy megmentse, de a lány úgy tűnik, nem szorul erre rá. | |                      |                                 |
| 204 | Szemtől szembe Tónan dzsiken Hasszej!! Hannin va Szaijaman!? (盗難事件発生!!犯人はサイヤマン!?)                          | 1993. október 27.    | 2013. december 24.              |
| Goten dinoszaurusz barátját elrabolják és elviszik egy cirkuszba. Gohan elhatározza, hogy megmenti az állatot, de Videl meg akarja állítani, mert azt hiszi, hogy lopni akar. Végül minden rendeződik, de Videl rájön, kicsoda is Gohan valójában. Megfogadja, hogy megtartja a titkot, de csak akkor, ha a fiú benevez a Harcművészetek Nagytornájára és megtanítja őt repülni. | |                      |                                 |
| 205 | Egy bajnokság, ami rosszul indul Gokú mo Fukkatsz!? Tenkajicsi Budókai Sutszudzsó da!! (悟空も復活!?天下一武道会出場だ!) | 1993. november 3.    | 2013. december 24.              |
| Gohan bejelenti, hogy részt vesz a Harcművészetek Nagytornáján, mire Vegita is nekibátorodik és jelzi indulási szándékát. Goku pedig szintén üzen a távolból: egyetlen nap erejéig ő is meg fog jelenni. Ennek örömében Gohan elviszi a hírt Krilinnek, aki szintén benevez, C-18-cal egyetemben. Ifjú Sátán is úgy dönt, hogy beszáll, és elkezdi edzeni Gotent. | |                      |                                 |
| 206 | A bajnokság előszele Gohan mo Bikkuri! Goten no Bakuhatsz Pavá (悟飯もビックリ!悟天の爆発パワー)                         | 1993. november 10.   | 2013. december 26.              |
| Gohan és Goten együtt kezdenek el edzeni, mialatt Goten szuper csillagharcossá válik - fele olyan fiatalon, mint ahogy Gohannak meglett hozzá a képessége. Ráadásul úgy tűnik, Trunks is erősebb nála. Megérkezik Videl is, hogy megtanuljon tőle repülni. | |                      |                                 |
| 207 | Hogyan tanuljunk meg repülni? Attobeta!! Bíderu no Bukúdzsutsz Nyúmon (あっ飛べた!!ビーデルの舞空術入門)                 | 1993. november 17.   | 2013. december 26.              |
| Gohan elkezdi Videlt és Gotent repülésre tanítani. Videlnek kicsit nehezebben megy, de végül mindkettejüknek sikerül. Közben Vegita elégedetten konstatálja, hogy Trunks is képes szuper csillagharcossá változni, ráadásul valamivel erősebb is, mint Goten. | |                      |                                 |
| 208 | A barátok visszatérnek Okaeri Gokú! Zetto Csímu Zenin Súgó!! (おかえり悟空!Zチーム全員集合!!)                            | 1993. november 24.   | 2013. december 27.              |
| Videlnek végre megy a repülés, így Gohan újra foglalkozhat Gotennel. Végül eljön a nagytorna első napja, és az összes harcos felsorakozik. Goku is megjelenik, és először találkozik fiával, Gotennel. | |                      |                                 |
| 209 | A világbajnokság kezdete Ajausi Szaijaman! Gekisa ni Gojódzsin!? (危うしサイヤマン!激写に御用心!?)                       | 1993. december 8.    | 2013. december 27.              |
| Mint kiderül, összesen tizenhatan nevezhetnek, és a legutóbbi győztesnek, Herkulesnek már fenn van tartva egy hely. Ezért egy bokszológéppel döntik el, ki az, aki bekerülhet a mezőnybe. Vegita azonban nem akar ilyenekkel vesződni, és beverekszi magát a mezőnybe. | |                      |                                 |
| 210 | A kis Trunkból nagy lesz Hanpa ja nai ze!! Csibi Torankusz (ハンパじゃないぜ!!チビトランクス)                            | 1993. december 15.   | 2013. december 28.              |
| A fiatalok versenye előtt egy hamis videót mutatnak arról, hogy győzte le Herkules Cellt, a világ azonban úgy tudja, hogy ez tényleg így történt. Közben Trunksot a váróban piszkálni kezdik, és első igazi küzdelmét kénytelen megvívni, hogy leszámoljon a zaklatóval. | |                      |                                 |
| 211 | Trunk Son Goten ellen Boku no Deban Da!! Goten, Kincsó no Daiisszen (ボクの出番だ!!悟天、緊張の第一戦)                   | 1993. december 22.   | 2013. december 28.              |
| A harcban a következő Goten, akinek épp Trunks zaklatójának a bátyjával kell megküzdenie. Goten, aki sokkal erősebb a többieknél, nem érti, miért nem harcolnak teljes erőbedobással. A két fiatal végül tönkreveri az egész mezőnyt, és a döntőben, a közönség nagy ovációja kíséretében találkoznak. | |                      |                                 |
| 212 | Győzzön a jobb! Uresisza Hjakumanbai! Sónen Csanpion Kettei!! (うれしさ百万倍!少年王者決定!!)                            | 1994. január 12.     | 2013. december 29.              |
| Goten és Trunks összecsapnak. Trunks lefogja Gotent, aki szemlátomást nem tud kiszabadulni. Ennek hatására az ifjú szuper csillagharcossá változik, noha a torna elején kikötötték, hogy ez szigorúan tilos. Trunks először a bal karja használatától tekint el, hogy bizonyítsa, hogy így is erősebb nála, ám amikor látja a szabályszegőhöz képesti lemaradását, ő is átváltozik. | |                      |                                 |
| 213 | Herkules lebukik Dó szuru Szatan!? Sidzsó Szajdaj no Pincsi ((どうするサタン!?史上最大のピンチ)                          | 1994. január 19.     | 2013. december 29.              |
| Trunks nyeri meg a fiatalok bajnokságát, Herkules pedig, ha már megígérte, kiáll ellene. Míg Trunks azt képzeli, hogy Herkules tényleg olyan erős, mint amilyennek mondja magát, az a legkisebb erejű ütést szeretné. Ám még ez is elég ahhoz, hogy kiüsse őt a ringből, noha próbálja úgy beállítani a dolgot, hogy szándékosan hagyta magát. Közben felbukkan két ismeretlen, akik Gokuval szeretnének megmérkőzni. | |                      |                                 |
| 214 | A sorsolás Tajszen Aite Kettei!! Hajaku jaró ze Ikkaiszen (対戦相手決定!!早くやろうぜ一回戦)                             | 1994. január 26.     | 2013. december 30.              |
| Trunks és Goten egy maszkos harcost leütve és annak beöltözve bejutnak a felnőtteknek szóló tornára. Ott rájönnek, hogy a két ismeretlen neve Kibito és Shin. Közben a nagytornán rögtön az első menetben összesorsolják Gokut és Vegitát, miközben a többiek a saját küzdelmükre készülnek. | |                      |                                 |
| 215 | Sátán furcsa döntése Dósta Pikkoro!! Maszaka no Fuszenbaj (どうしたピッコロ!!まさかの不戦敗))                            | 1994. február 2.     | 2013. december 30.              |
| Krilin könnyűszerrel legyőzi ellenfelét, miközben Sátán Shinnel kerül össze. Amikor rájön, hogy ki is ő valójában, félelmében inkább feladja a harcot, mindenki meglepetésére. Sátán bevallja Gokunak, hogy Shin iszonyatosan erős. Közben Videl és Spopovich mérkőzése is megkezdődik. | |                      |                                 |
| 216 | Videl ellenfele Fudzsimi de Bukimi!? Szupopobicsi no Nazo (不死身で不気味!?スポポビッチの謎))                            | 1994. február 9.     | 2013. december 31.              |
| Videl és Spopovich összecsapnak. Bár eleinte úgy tűnik, a lány áll nyerésre, a harcos, akárhányszor leütik, mindig feláll. Végül Videl fejberúgja, és a feje körbetekeredik a nyakán, amitől meg kellene halnia. Ám ő visszarakja a fejét úgy, mintha mi sem történt volna. Közben Shin, titoktartás terhe mellett, elmondja Sátánnak, hogy ő Neptunusz isten. | |                      |                                 |
| 217 | Az első vereség Bíderu Muzan!! Deru ka Ikari no Szúpá Gohan (ビーデル無残!!出るか怒りの超悟飯))                          | 1994. február 16.    | 2013. december 31.              |
| Spopovich fölénybe kerekedik Videllel szemben, és elkezdi kínozni a lányt. Gohan úgy dönt, ezt tovább nem bírja nézni, és közbeavatkozik. Ám Yamu, Spopovich társa megállítja a harcosokat, és miután csúnyán elverték Videlt, kitaszítják a ringből, majd eltűnnek egy kis időre. Goku közben elsiet varázsbabért. | |                      |                                 |
| 218 | Son Gohan lelepleződik Barecsatta!! Szaijaman va Son Gohan (バレちゃった!!サイヤマンは孫悟飯))                           | 1994. február 23.    | 2014. január 1.                 |
| Gohan türelmetlenül várja a varázsbabok érkezését, amit azon nyomban át is ad a lánynak. Közben Gohan és Kibito csapnának össze, de a lény harc helyett azt kéri, mutassa meg a szuper csillagharcosi erejét. Sátán jóváhagyja, így Gohan megkezdi a transzformációt. | |                      |                                 |
| 219 | Az összeesküvés Ugomeku Inbó!! Gohan no Pavá ga Ubavareta (うごめく陰謀!!悟飯の力が奪われた))                            | 1994. március 2.     | 2014. január 1.                 |
| Ahogy Kibito és Shin sejtették, amint Gohan átváltozik, Yamu és Spopovich azonnal megtámadják őt. Egy furcsa eszközzel elszívják Gohan erejét, majd elmenekülnek, nyomukban a harcosokkal. Shin elmeséli nekik, hogy egykor élt egy varázsló, akit Bibidinek hívtak, és megalkotott egy gonosz szörnyet. Shin megölte Bibidit, amikor az gömbbe zárta a Bubu névre hallgató lényt. Most azonban Bibidi fia, Babidi azon van, hogy Gohan ellopott energiájával feltámassza a szörnyet. | |                      |                                 |
| 220 | A hajtóvadászat Kuromaku Tódzsó! Aku no Madóshi Babidi (黒幕登場!!悪の魔導師バビディ)                                    | 1994. március 9.     | 2014. január 2.                 |
| Videl nem tudja tartani a lépést Gohannal és Kibitóval, ezért inkább visszafordul. De mielőtt elindulna, rájön, hogy Gohan győzte le Cellt és nem az apja, ezért randevút ígér neki a későbbiekben. Spopovich és Yamu elviszik a kért energiát Babidinek és segédjének, Daburának, a démonkirálynak. Mivel már hasznukat nem veszi a továbbiakban, a varázsló megöli őket. | |                      |                                 |
| 221 | A mínusz első szint Macsiukeru vana!! Makai kara no Csószendzsó (待ち受けるワナ!!魔界からの挑戦状)                       | 1994. március 16.    | 2014. január 2.                 |
| Babidi visszamegy az űrhajóra, de Dabura szembeszáll a harcosokkal, és megöli Kibitót. Goku és Vegita felveszik vele a harcot, nem sok sikerrel, mire az kővé változtatja Krilint és Sátánt. Visszaváltoztatásuk pedig csak Dabura megölésével lehetséges, ezért utánaerednek az űrhajóba. Ott Babidi egyik embere, Pui Pui várja őket, aki elmondja nekik, hogy minden egyes szinten egy erős ellenfél vár rájuk. Ha vesztenek, az energiájuk egyenesen Bubu gömbjébe kerül. | |                      |                                 |
| 222 | Meglepetés a mínusz második szinten Nameru na!! Bedzsíta Ikari no Soszen Toppa (なめるな!!ベジータ怒りの初戦突破)        | 1994. március 23.    | 2014. január 3.                 |
| Vegita könnyűszerrel elveri Pui Puit. Hogy átverje őket, Babidi olyanra változtatja az űrhajót, mint a lény szülőbolygója, ahol a gravitáció tízszerese a földinek. Ám nem számít arra, hogy Vegita százszoros gravitációban szokott edzeni, így az megöli Pui Puit. A második szinten aztán Goku csap össze Yakonnal. | |                      |                                 |
| 223 | Son Goku rendíthetetlen Gokú Pavá Zenkai!! Buttobe Yakon (悟空パワー全開!!ブッ飛べヤコン)                                | 1994. április 13.    | 2014. január 3.                 |
| Goku és Yakon összecsapásában Goku áll nyerésre, ám Babidi a sötétség bolygóját idézi meg, hogy saját harcosának kedvezzen. Hogy segítsen magán, Goku szuper csillagharcossá változik, aminek a fényét Yakon nem tudja elviselni. Végül abba hal bele, hogy a második szintű szuper csillagharcosi erő fénye végez vele. | |                      |                                 |
| 224 | A bajnokság folytatódik Daigoszan!! Satan tai Szannin no Csószensi!? (大誤算!!サタンVS3人の超戦士!?)                     | 1994. április 20.    | 2014. január 4.                 |
| A harmadik szinten Gohanra vár a harc feladata. Dabura személyesen akar ellenük kiállni, de előbb felkészül a meditációs kamrájában. Közben a harcművészeti nagytorna is folytatódik, méghozzá a kevés résztvevő miatt az összes maradék harcossal a ringben. Végül C-18 és egy maszkos harcos (akik nem mások, mint Trunks és Goten) kerülnek össze, s persze ott van még Herkules is. | |                      |                                 |
| 225 | A harcos lelepleződik Cujoi ze Csibikko!! Dzsúhacsigó Daikuszen!? (強いぜチビッコ!!18号大苦戦!?)                         | 1994. április 27.    | 2014. január 4.                 |
| C-18 és a "maszkos harcos" összecsapnak. Ám mikor látják, hogy nem bírnak az androiddal, Gotenks és Trunks szuper csillagharcossá változnak. Ezzel persze lelepleződnek, ami a diszkvalifikálásukhoz vezet. A döntőben tehát C-18 és Herkules fognak küzdeni. Időközben Dabura befejezi meditációját, és készen áll a harcra. | |                      |                                 |
| 226 | Furcsa befejezés Tacsihadakaru Maó! Deban da Gohan!! (たちはだかる魔王!出番だ悟飯!!)                                     | 1994. május 4.       | 2014. január 5.                 |
| C-18 megszorongatja Herkulest, de alkut ajánl neki: ha a kétszeresét megfizeti neki azért, amit a győzelemért kapna, akkor hagyja nyerni. Herkules elfogadja, így ő lesz a győztes. Közben Dabura készen áll a harcra, amiért Babidi egy Föld-szerű bolygóra teleportálja őket. Gohan, megérezvén, hogy Dabura kemény ellenfél, szuper csillagharcossá változik. | |                      |                                 |
| 227 | Son Gohan próbatétele Micukerareta dzsasin!! Dabura no Mejan (見つけられた邪心!!ダーブラの名案)                          | 1994. május 18.      | 2014. január 5.                 |
| Gohan és Dabura harcában az előbbi áll vesztésre, aminek az az oka, hogy az elmúlt hét évben semmit nem edzett. Dabura könnyűszerrel győz, ami feldühíti Vegitát, majd elhatározza, hogy elviszi őket az űrhajóval. Közli Babidivel, hogy a Vegitában tomboló düh talán a hasznukra válhat. Közben Goten és Trunks is megtudják, mi a helyzet Videltől, s úgy döntenek, megnézik maguknak, milyen egy varázsló. | |                      |                                 |
| 228 | Vegita régi énje Hakai ódzsi Bedzsíta Fukkatsz!! Butókai Rannyú (破壊王子ベジータ復活!!武闘会乱入)                       | 1994. május 25.      | 2014. január 6.                 |
| A harcosok csodálkoznak azon, miért hagyta abba Dabura a küzdelmet. Babidi közben gonosz varázslattal megfertőzi Vegita elméjét, aki könnyűszerrel feladja magát. Homlokán megjelenik a varázsló jele és gonosszá válik. Ezután Babidi visszateleportálja őket a Harcművészetek nagytornájára, ahol Vegita azt a parancsot kapja, hogy ölje meg a harcosokat. Ő azonban valamennyire még uralja az elméjét, ezért kijelenti, hogy egyetlen célja Goku legyőzése. Hogy odacsalogassa magához, lerombolja a stadion egy részét, számtalan embert megölve.                                                                              | |                      |                                 |
| 229 | A szörnyű valóság Sukumei no Csótaiketsz!! Gekitocu Gokú tai Bedzsíta (宿命の超対決!!激突 悟空 VS ベジータ)              | 1994. június 15.     | 2014. január 6.                 |
| Goku nem hajlandó küzdeni, ezért Vegita elpusztítja a stadion másik felét is. Erre hajlandó megküzdeni vele, de csak egy semleges helyen. Hogy véget vessenek a dolgoknak, Gohan és Neptunusz isten felszerelkeznek varázsbabbal és Babidi megállítására indulnak. Babidi megparancsolja Vegitának, hogy állítsa meg őket, de az csak Gokuval hajlandó harcolni. | |                      |                                 |
| 230 | Vegita bosszúja Mattero Babidi!! Jabó va juruszanai (待ってろ バビディ!!野望は許さない)                                  | 1994. június 22.     | 2014. január 7.                 |
| Goku és Vegita a teljes erejüket bevetve csapnak össze, de egyik sem bír a másikkal. Vegita azonban fölénybe kerekedik, és elmondja Gokunak, mennyire megalázó volt számára, hogy annak idején legyőzte Dermesztőt, és előbb vált szuper csillagharcossá, mint ő, ráadásul az erejét Gohan is megörökölte. Közben Gohan és Neptunusz isten eljutnak Bubu gömbjéig, de Babidi és Dabura már várják őket. | |                      |                                 |
| 231 | Vegita vallomása Toketa Fúin! Deruzo Kjóaku Madzsin Bú!! (解けた封印!出るぞ 凶悪魔人ブウ!!)                              | 1994. június 29.     | 2014. január 7.                 |
| Goku és Vegita tovább folytatják küzdelmüket. Vegita bevallja, hogy azért engedte magát befolyásolni, mert mindig is össze akarta mérni az erejét Gokuval. Emellett szerette volna, ha a mindig is benne élő gonoszság újra előtör, mert úgy vélte, a földi élet elpuhította. Goku azonban nem hisz neki. Közben mielőtt még Gohan és Shin megállíthatnák Babidit, Bubu elegendő energiát kap ahhoz, hogy kikeljen. | |                      |                                 |
| 232 | A szörnyeteg megmutatja magát Fukkatsz Szaszenai!! Teikó no Kamehameha (復活させない!!抵抗のかめはめ波)                  | 1994. július 6.      | 2014. január 8.                 |
| Gohan egy Kamehameha támadással akarja megakadályozni, hogy kikeljen a tojás. Először úgy hiszik, sikerült megsemmisíteni, de kisvártatva rózsaszín füst hagyja el azt. Abból pedig egy furcsa, kövér, gyermeki kreatúra jelenik meg, aki a látszat ellenére maga a gonosz. Még Vegita és Goku is megérzik jelenlétét. | |                      |                                 |
| 233 | A látszat néha csal Zecubó e Iccsokuszen!? Nageki no Kaiósin (絶望へ一直線!?嘆きの界王神)                                | 1994. július 13.     | 2014. január 8.                 |
| Dabura inzultálja Bubut, mire a lény könnyűszerrel leveri őt. Goku közben indítványozza, hogy halasszák el a harcot addig, míg legyőzik Bubut, de Vegita nem tágít. Hogy nehogy elmehessen, leüti Gokut, majd elveszi a varázsbabot, azt állítván, hogy majd ő végez a lénnyel. Eközben Babidi első parancsa, hogy végezzen Gohannal és Shinnel. Elmenekülnek, de Bubu beéri őket, és egy csapással harcképtelenné teszi Gohant. | |                      |                                 |
| 234 | Vigyázat, veszély! Madzsin Oszoru Besi!! Gohan ni Szemaru Si no Kjófu (魔人恐るべし!!悟飯に迫る死の恐怖)                 | 1994. július 27.     | 2014. január 9.                 |
| Shin felveszi a harcot Bubuval, de az sokkal erősebb nála. Már éppen arra készülne, hogy legyőzze és megegye, amikor Gohan megmenti őt. A válaszcsapásban azonban Gohan súlyosan megsérül és lezuhan valahol az erdőben. Goten és Trunks felfedezik a kővé vált Sátánt és Krilint, Sátánt pedig véletlenül eltörik. Közben Dabura is felbukkan, hogy megállítsa Bubut, mert szerinte képtelenség, hogy Babidi tartsa felette a kontrollt. | |                      |                                 |
| 235 | Az óriás sütemény Tabecsau zo!! Harapeko Madzsin no Csónórjoku (食べちゃうぞ!!腹ペコ魔人の超能力)                        | 1994. augusztus 3.   | 2014. január 9.                 |
| Dabura megpróbálja megállítani Bubut, de ez meghaladja a képességeit. Bubu süteménnyé változtatja őt és megeszi. Ennek hatására Krilin és Sátán visszaváltoznak. Bubu már Shin elfogyasztására készül, amikor megjelenik Vegita. Tudván mindenről, ami történt, úgy határoz, hogy teljes erőre kapcsol és összecsap a szörnnyel. | |                      |                                 |
| 236 | Vegita feláldozza magát Szensi no Kecui!! Madzsin va Ore ga Simacu szuru (戦士の決意!!魔人はオレが始末する)              | 1994. augusztus 17.  | 2014. január 10.                |
| Vegita minden támadása ellenére sem ér fel a szörnnyel. Bár sikerül keresztülütnie Bubut, a lény regenerálja magát. Majd átmegy ellentámadásba, és foglyul ejti a csillagharcost. Trunks, látván, mi történik az apjával, úgy dönt, beszáll a küzdelembe, s vele tart Goten is. | |                      |                                 |
| 237 | Egy apa áldozata Ai szuru Mono no Tame ni... Bedzsíta Csiru!! (愛する者のために...ベジータ散る!!)                        | 1994. augusztus 24.  | 2014. január 10.                |
| Trunks leüti Bubut, így Gotennel ki tudják menteni Vegitát. Sátán közben összecsap Babidivel, aki bár varázslatot használ, Sátán egyik támadása mégis kettévágja őt. Vegita büszke a fiára, és tanúbizonyságát is adja ennek, majd végzetes lépésre szánja el magát: öngyilkos támadást vet be Bubu ellen. | |                      |                                 |
| 238 | Minden kezdődik elölről Akumu Futatabi! Ikiteita Madzsin Bú (悪夢ふたたび!生きていた魔人ブウ)                            | 1994. augusztus 31.  | 2014. január 11.                |
| Vegita meghal, Bubu pedig ezer apró darabra esik szét. Sátán közben visszaér a csatatérre, Bubu azonban összeáll a sok kis darabból. Ezután meggyógyítja a félbevágott Babidit, majd pusztító útra indulnak. Sátán javaslatára Krilin Dendéhez viszi Trunksot és Gotent, a két utolsó reménységet, miközben Shin nekilát Gohan keresésének. | |                      |                                 |
| 239 | Megmagyarázhatatlan eltűnések Bíderutacsi no Funtó! Szagasze Doragon Bóru (ビーデルたちの奮闘!探せ神龍球)                | 1994. szeptember 7.  | 2014. január 11.                |
| Yamcha, Bulma, C-18, Videl, és Csi-Csi elindulnak megkeresni a kristálygömböket. Az utolsóra Bulma egy fészekben talál rá, amit azonban egy dinoszaurusz felfal. Yamcha visszaszerzi, azonban a tengerben köt ki, ahonnét Videl hozza fel. Míg nekilátnak a megidézésnek, Sátán és Krilin Dendéhez viszik Trunksot és Gotent, ahol kisvártatva Goku is megjelenik. | |                      |                                 |
| 240 | Egyetlen kívánság Dekkai Kibó!! Csibitacsi no Sin Hisszacu vaza (でっかい希望!!チビたちの新必殺技)                       | 1994. szeptember 21. | 2014. január 12.                |
| Miközben a taktikán gondolkodnak, Goku bejelenti, hogy megismert egy új harci stílust, melynek lényege két ember eggyé fuzionálása. A gond csak az, hogy a megtanításához legalább egy hét kell, Gokunak pedig kevesebb, mint egy napja maradt. A probléma áthidalására Sátán veszi át a fiatalok tanítását. Közben a kristálygömbökkel megidézik a sárkányt, és a csatában elhunytak feltámasztását kérik, míg a második kívánságot elhalasztják. | |                      |                                 |
| 241 | A fájdalmas hír Goten Torankusz Zenszekaj ni Simei Tehai (悟天 トランクス全世界に指名手配)                               | 1994. szeptember 28. | 2014. január 12.                |
| A feltámadt Kibito felgyógyítja Shint, és ketten együtt megtalálják Gohant. Elhatározzák, hogy elviszik magukkal az istenek birodalmába. Közben Goku bejelenti Vegita és Gohan halálhírét, mert ő maga is így tudja a tényeket. Közben Babidi követeli, hogy Sátán, Trunks, és Goten mihamarabb jöjjenek elő és csapjanak vele össze. Fenyegetésül Bubu cukorkává változtatja egy egész városka lakóit, majd megeszi őket. | |                      |                                 |
| 242 | Az istenek birodalmának szent kardja Gohan Fukkatsz!! Kaiósin no Himitsz Heiki!? (悟飯復活界王神の秘密兵器!?)            | 1994. október 12.    | 2014. január 13.                |
| Sátán nem tud ellenállni a provokációnak, de Goku javaslatára mégsem mutatja meg magát Babidiéknek. Közben Goten és Trunks megtudják a vélelmezett igazságot Vegitáról és Gohanról. Miközben Goku nekilát a fiatalok kemény tréningjének, Gohanra az a feladat vár, hogy az istenek szent kardját kihúzza a földből, amire eddig senki nem volt képes. | |                      |                                 |
| 243 | Makacs emberek Nuketá!! Denszetsz no Zetto Szódo (抜けたァ〜!!伝説のゼットソード)                                        | 1994. október 19.    | 2014. január 13.                |
| Gohannak csak szuper csillagharcossá változva sikerül kihúznia a kardot a földből. Akkor azonban rájön, hogy a fegyver nagyon nehéz, tehát tréningeznie kell a használatához. Közben a Földön Babidi és Bubu tovább folytatják a terrort. | |                      |                                 |
| 244 | A zsarolás folytatódik Neravareta Nisi no Mijako! Tomare Madzsin Bú!! (狙われた西の都!止まれ魔人ブウ!!)                  | 1994. november 2.    | 2014. január 14.                |
| Gohan és Trunks tréningjét Babidi szakítja meg, aki állítólag felfedezte a rejtekhelyüket. Amíg a kristálygömblokátort Trunks biztonságba helyezi, Goku úgy dönt, feltartóztatja Bubut. Megpróbálja összezavarni a szörnyet, majd összecsap vele. Látván, hogy ide ő kevés lesz, úgy dönt, megnöveli csillagharcosi erejét. | |                      |                                 |
| 245 | A nagy blöff Atto Odoroku Daihensin!! Szúpá Szaijadzsin Szurí (アッと驚く大変身!!超サイヤ人3)                            | 1994. november 9.    | 2014. január 14.                |
| Hogy időt nyerjen, Goku felvonultatja a teljes csillagharcosi erejét. Még arra is képessé válik, hogy harmadik szintű szuper csillagharcos legyen, amibe az egész bolygó beleremeg. Ebben az állapotában úgy tűnik, felveszi a versenyt Bubuval. | |                      |                                 |
| 246 | Bubu fellázad Bai Bai - Babidi!! Madzsin Bú Hangyaku (バイバイ·バビディ!!魔人ブウ反逆)                                   | 1994. november 16.   | 2014. január 15.                |
| Goku tovább küzd Bubuval, de az mintha minden csapástól erősebb lenne. Az elveszett kristálygömblokátort a Földön mindeközben sikeresen megtalálják Bulmáék, Gohan pedig tréningezik a kardjával. Goku ismét arra bátorítja Bubut, hogy ölje meg Babidit, amit a lény ezúttal meg is tesz. | |                      |                                 |
| 247 | Son Goku búcsút int Mecsa Kakko varui!? Tokkun Hensin Pózu (メチャカッコ悪い!?特訓変身ポーズ)                            | 1994. november 23.   | 2014. január 15.                |
| Babidi irányítása nélkül Bubu féktelenkedni kezd. Közben eljött az ideje a második kívánságnak, de már csak fél óra maradt hátra Goku idejéből. Noha a harmadik szint teljesen kimerítette, megpróbálja megtanítani Gotennek és Trunksnak a fúziós technikát. Közben az istenek világában Gohan egyre jobban halad, és eltökélte a világ megmentését Bubutól. | |                      |                                 |
| 248 | A búcsú Dzsá na Minna!! Gokú Ano jo ni Kaeru (じゃあな みんな!!悟空あの世に帰る)                                         | 1994. november 30.   | 2014. január 16.                |
| Bubu felszabadultan vidékre megy, hogy ott élhessen. Közben Goten és Trunks elkezdik elsajátítani a fúziós technikát. Mielőtt Goku végleg el kellene, hogy távozzon, megtanítja a fiataloknak a harmadik szintű szuper csillagharcossá válás módszerét is. | |                      |                                 |
| 249 | Elválások és találkozások Gohan va Doko da!? Kaióshinkai no Mótokkun (悟飯はどこだ!?界王神界の猛特訓)                    | 1994. december 7.    | 2014. január 16.                |
| A másvilágon Goku megtudja, hogy a fia életben van, ezért megkeresi őt, hogy segítsen neki elsajátítani a kard használatát. Miközben Sátán tovább folytatja Goten és Trunks edzését, Bubu megismeri a barátság erejét, amikor visszaadja egy vak fiúnak a látását. | |                      |                                 |
| 250 | A törött kard Uszo daro!? Zetto Szódo ga Orecsatta (ウソだろ!?ゼットソードが折れちゃった)                                | 1994. december 14.   | 2014. január 17.                |
| Goku egy hatalmas sziklát vág Gohanhoz, aki sikerrel kettévágja azt. Shin, hogy tesztelje az erejét, az Univerzum legkeményebb anyagát veti oda, de Gohan azzal nem bír, a kard pedig eltörik. Abból azonban szellemalakban Kaioshin mester, egy tizenöt generációval idősebb kaitó bújik elő. Egy Bulmával való randevúért cserébe megígéri Gohannak, hogy előhozza rejtett erőit. Egy furcsa, öt órán keresztül tartó tánc előadásával ez meg is kezdődik. | |                      |                                 |
| 251 | Ékes büszkeség Gattai Csódzsin Tandzsó!! Szono Na va Gotenkusz (合体超人誕生!!その名はゴテンクス)                        | 1994. december 21.   | 2014. január 17.                |
| Goten és Trunks megkísérlik a fúziót, ám elsőre egy kövér kisgyerek, másodjára pedig egy nyápic öregember sikeredik csak. Harmadjára sikerül a fúzió, és létrejön Gotenks. Sátán azt javasolja, hogy várjanak még, amíg a szuper csillagharcosi erőt aktiválni tudják, de Gotenks büszkesége ennél nagyobb. Elmegy megkeresni Bubut, és bár eleinte úgy látszik, elveri, a szörny később visszavág. | |                      |                                 |
| 252 | Az új rabszolga Szaisú Heiki Sidó!? Szatan va Csikjú o Szukú (最終兵器始動!?サタンは地球を救)                            | 1995. január 11.     | 2014. január 18.                |
| Goten és Trunks felgyógyulnak, és már a Bubuval való második összecsapásra készülnek. Közben az istenek birodalmában Kaioshin befejezte a rituáléját, Gohannak most már csak húsz órát kell meditálnia. Közben Herkules elindul, hogy legyőzze Bubut, és több trükköt is bevet ellene. Végül azonban barátok lesznek. | |                      |                                 |
| 253 | A szörny és a kiskutya Koroszu no jameta!! Madzsin Bú joi Ko Szengen (殺すのやめた!!魔人ブウよい子宣言)                  | 1995. január 25.     | 2014. január 18.                |
| Gotenks ezúttal szuper csillagharcosi erővel jön létre, de a büszkesége ismét győz a józan ész felett. Körbe-körbe repked a világon, és amikor végre harcba indulna, a fél órás időlimit lejár. Közben Herkules mindent megtesz, hogy Bubu kedvében járjon. Bubu talál egy kiskutyát, akit meggyógyít, és látja, milyen szép is az élet gyilkolás nélkül. Herkules megígérteti vele, hogy többé nem tesz ilyet, ám hamarosan megjelenik két fegyveres, és lelövik a kutyát. | |                      |                                 |
| 254 | A szélcsend Nigero Szatan!! Ikari no Madzsin Bú Sutszugen (逃げろサタン!!怒りの魔人ブウ出現))                            | 1995. február 1.     | 2014. január 19.                |
| Bubu megmenti a kiskutyát, Herkules pedig ellátja a fegyveresek baját. Ám miközben főznek, az egyik fegyveres belopakodik a házba, és lelövi Herkulest. Bubu kezdi elveszteni a kontrollt önmaga felett, és dühének gőzéből létrejön egy új lény: Bubu gonosz oldala, aki könnyűszerrel elpusztítja a fegyvereseket. | |                      |                                 |
| 255 | Két különböző Bubu Doccsii ga Kacu no!? Zenaku Bú Bú Tajkec (どっちが勝つの!?善悪ブウブウ対決))                          | 1995. február 8.     | 2014. január 19.                |
| A jó és gonosz Bubu összecsapnak, és úgy tűnik, a gonosznál van az előny. Jó Bubu megpróbálja csokoládévá változtatni ellenfelét, de a támadás visszapattan rá, s végül ő lesz az, akit elfogyasztanak. Az így létrejövő Bubu erősebb, de ugyanolyan gonosz, mint volt. Megöli a másik fegyverest, de Herkulest nem bántja. Ezután rögtön Dende otthonába indul. | |                      |                                 |
| 256 | A váratlan látogatás Matta nasi no Hakjoku!! Csikjú dzsinrui Zetszumec (待ったなしの破局!!地球人類絶滅))                 | 1995. február 15.    | 2014. január 20.                |
| Bubu meg akar küzdeni Gotenksszel, de Sátán tudja, hogy még nem áll készen. Hogy időt nyerjen, arra bátorítja, hogy menjen és öljön embereket. Bubu azonban egy csapással megöli szinte az összes embert a Földön. Míg Sátán azon van, hogy az időkamrában tréningezze a fiúkat, Videl egy óra haladékot kér Bubutól. Ő belemegy ebbe, mert Videl Herkules lánya. | |                      |                                 |
| 257 | A haladék lejár Tokkun Szeikó!! Kore de Ovari da Madzsin Bú (特訓成功!!これで終りだ魔人ブウ))                            | 1995. február 22.    | 2014. január 20.                |
| Csi-Csi megüti Bubut, mert úgy hiszi, megölte Gohant. Válaszul a szörny tojássá változtatja őt és összetöri. Türelmét vesztve fél óra után azonnal harcolni akar, és Sátán is csak annyit tud elérni, hogy nagyon lassan kíséri őt a kamrához, ahol már az új trükköket tanult Gotenks várja őt. | |                      |                                 |
| 258 | Furcsa taktika Honki de Iku ze!! Szúpá Gotenkusz Zenkai (本気で行くぜ!!超ゴテンクス全開))                                | 1995. március 1.     | 2014. január 21.                |
| Bubu és Gotenks összecsapnak, de Gotenks támadásai hatástalanok, amellett rendkívül bugyuta nevük van. Míg Sátánnal taktikai megbeszélést folytat, bezárják Bubut egy energiagyűrűbe. A következő taktika lényege, hogy Gotenks egy szellemalakot hoz létre, amellyel megkettőzve tud támadást indítani. | |                      |                                 |
| 259 | A szuperszellem Jatta ze!! Obake de Szeikó Bú Taidzsi!? (やったぜ!!オバケで成功 ブウ退治!?))                             | 1995. március 8.     | 2014. január 21.                |
| Gotenks tíz szellemet hoz létre, melyek felrobbannak, ha hozzájuk érnek. Sikerül is Bubut legyűrnie, az utolsó pedig darabokra robbantja a szörnyet. Hiába semmisítik meg azonban a darabjait, a fejük fölött képződő gőzből újra létrejön, és ezúttal az ötletekből kifogyó Gotenks felé kerekedik. Sátán azonban elpusztítja az időkamra kapuját, vagyis örök időkre odabent ragadtak. | |                      |                                 |
| 260 | Átjáró a két dimenzió között Idzsigen kara no Dassuc!! Szúpá Gotenkusz Szurí (異次元からの脱出!!超ゴテンクス3))          | 1995. március 15.    | 2014. január 22.                |
| Bubu mérgében, hogy nem ehet többé édességet, hatalmasat kiált, aminek köszönhetően tér és idő dimenziója meghasad, a keletkező lyukon pedig meg tud lépni, mielőtt Sátán és Gotenks utána mehetnének. Hogy megismételjék a trükköt, Gotenks harmadik szintű szuper csillagharcossá válik, és sikerül is átjutniuk a valódi világba. Ott Bubu várja őket azzal, hogy az összes barátjukat csokoládévá változtatta és megette. Ezen felháborodva Gotenks bosszút forral. | |                      |                                 |
| 261 | A röplabdabajnokság Noriszugi!? Bú Bú Barébóru (ノリすぎ!?ブウブウ バレーボール))                                        | 1995. március 22.    | 2014. január 22.                |
| Gotenks és Bubu ismét összecsapnak, küzdelmük pedig kezdi összedönteni a palotát. Bubu lehajítja Gotenkset a földre, aki onnan próbál támadni, sikertelenül. Aztán Bubu egy csapással visszajuttatja őt a magasba, majd labdává gömbölyödik. Gotenks és Sátán ezt kihasználva röplabdáznak vele, majd lecsapják, és úgy hiszik, végre végeztek vele. Ám a szörny újra feléled, a fiataloknak pedig már nem tart sokáig a fúziója. | |                      |                                 |
| 262 | A titánok harca Masza ni Guréto!! Sinszei Gohan Csikjú e (まさにグレート!!新生悟飯地球へ))                               | 1995. április 26.    | 2014. január 23.                |
| Gotenks újult erővel csap össze Bubuval, és már úgy tűnik, be tudja vinni a végzetes találatot, amikor visszaváltozik harmadik szintű szuper csillagharcosból. Mindeközben Gohan befejezi tréningjét, s miután elbúcsúzik apjától, felölti annak ruháját, és megkéri Kibitót, vigye őt vissza. Épp időben érkezik, ekkorra szűnik meg ugyanis Goten és Trunks fúziója. | |                      |                                 |
| 263 | Egy csipetnyi remény Bú o Attó!! Gohan no Mirakuru Pavá (ブウを圧倒!!悟飯のミラクルパワー))                              | 1995. május 3.       | 2014. január 23.                |
| Mindenki meglepődik a visszatérő Gohanon, de főleg az erején. Könnyűszerrel veszi fel Bubuval a harcot, s az összecsapásuk során tiszta győzelmet arat. | |                      |                                 |
| 264 | Dende titokzatos visszatérése Jatta ka!? Madzsin Bú Daibakuhac (やったか!?魔人ブウ大爆発))                               | 1995. május 17.      | 2014. január 24.                |
| Látván hogy semmi esélye, Bubu meg akarja semmisíteni magát, és vele együtt Gohant is. Ő azonban barátaival együtt képes lesz elmenekülni. A robbanás után semmi nyoma Bubunak, de Gohan érzi, hogy a közelben van. Felveszik Herkulest, majd találkoznak a csodás módon megmenekült Dendével. Bubu hamarosan rájuk talál, ám ahelyett, hogy Gohannal mérkőzne meg, Gotenksszel akar összecsapni. | |                      |                                 |
| 265 | Egy végzetes hiba Bú Szaiaku no Hanszoku!! Gotenkusz Kjúsú!? (ブウ最悪の反則!!ゴテンクス吸収!?)                          | 1995. május 24.      | 2014. január 24.                |
| Bubu megjelenik előttük, de azt nem tudják, hogy testének több darabját lehasította magáról, és az első adandó pillanatban rózsaszín anyaggal veszi körbe Gotenkset és Sátánt. Bubu mindannyiukat elnyeli magába, majd az erejüket is magába olvasztva csap össze Gohannal. Ezúttal azonban nála van az előny. | |                      |                                 |
| 266 | Visszatérés az életbe Zenucsú no Tame ni... Jomigaere Szon Gokú (全宇宙のために...よみがえれ孫悟空)                      | 1995. május 31.      | 2014. január 25.                |
| Bubu új, örökölt képességeivel sokkal erősebb Gohannál, akinek ráadásul figyelnie kell Herkulesre és a kutyára is. Eközben a Másvilágon Yama hozzájárul, hogy Vegita feltámadhasson és visszatérjen a Földre. Az Istenek világában pedig az idősebb Neptunusz életét áldozza Goku feltámadásáért. Hogy segítse őt, ad neki egy pár fülbevalót, melyet ha mindketten viselik, Gohan és Goku fuzionálni tudnak. | |                      |                                 |
| 267 | A csodálatos fülbevalók Kiszeki va Icsido... Naru ka Gohan to no Csógattai (奇跡は一度...なるか悟飯との超合体)           | 1995. június 7.      | 2014. január 25.                |
| A fülbevalókat Kibito és Shin kipróbálják, azonban ennek hatására véglegesen fuzionálnak, így jön létre Kibito Kai. Közben Dende felgyógyítja Gohant, Bubu azonban rátámad a namekire, hogy ne tudjon segíteni. Tien Shinhan azonban jókor érkezik, hogy megakassza a támadást. Goku is felbukkan, hogy átadja fiának a fülbevalót, ám még harmadik szintű csillagharcosként is nehezére esik. Közben Gotenks fúziójának az ideje is lejár, ettől pedig Bubu látványosan legyengül. Ám ahhoz még elegendő ereje van, hogy fejének egy darabjával körbevegye Gohant, és magába olvassza. Így újabb lenyűgöző képességekre tesz szert. | |                      |                                 |
| 268 | Rejtélyes visszatérés Gattai!! Bedzsíta no Hokori to Gokú no Ikari (合体!!ベジータの誇りと悟空の怒り)                    | 1995. június 28.     | 2014. január 26.                |
| Bubu megadja az esélyt Gokunak, hogy fuzionáljon valakivel. Először Dende és Herkules kerülnek szóba, de annak nem venné sok hasznát. Végül észreveszi, hogy Vegita feltámadt, és megkeresi őt, hogy meggyőzze. Vegita büszkeségből ezt nem hajlandó vállalni, ám Goku rábeszéli, hogy fajuk büszkesége megkívánja a szövetséget, még akkor is, ha ez végleges fúzióval jár. Ezzel létrejön egy új harcos, Vegito. | |                      |                                 |
| 269 | Szuperhős születik Szózetszu Pavá!! Kjúkjoku o Koeru Bedzsitto (壮絶パワー!!究極を超えるベジット)                        | 1995. július 5.      | 2014. január 26.                |
| Vegito összecsap Bubuval, és láthatóan sokkal erősebb nála. A szörny eldönti, hogy elpusztítja a földet, de Vegito megállítja a csapást. Bubu közli, hogy még nincs ereje teljében, mire válaszul Vegito szuper csillagharcossá változik. Közben a másvilágon Bulma, Videl, Csi-Csi, és Dabura nekilátnak, hogy megkeressék Gohant. | |                      |                                 |
| 270 | Még mindig veszélyben Dzsigen ni Kirecu!! Bú ga Kirecsatta!? (次元に亀裂!!ブウがキレちゃった!?)                          | 1995. július 12.     | 2014. január 27.                |
| Vegito tovább küzd Bubuval, aki megpróbál gőzfelhővé válni, de nem tud elmenekülni. Eközben Krilin és Yamcha Kaitónál edzenek. Bubu kétségbeesésében egy különleges támadással megszállja Vegito testét, hogy segítségével legyőzhesse a barátait, de végül kénytelen elhagyni azt. Ekkor megpróbálja kettéhasítani az univerzumot, azonban bár pajzzsal vonja körül magát, ismét megállítják. | |                      |                                 |
| 271 | Váratlan döntés Bú no Oku no Te!! Amedama ni Nacsae (ブウの奥の手!!アメ玉になっちゃえ)                                   | 1995. július 19.     | 2014. január 27.                |
| Vegito és Bubu tovább harcolnak, a fuzionált csillagharcos pedig továbbra is sokkal erősebbnek tűnik. Bubu trükkhöz folyamodik, és egy óvatlan pillanatban cukorkává változtatja ellenfelét. Közben a másvilágon Videl, Bulma, Csi-Csi, és Dabura tovább keresik Gohant, akiről Videl úgy hiszi, egyáltalán nem halt meg. | |                      |                                 |
| 272 | Egy végzetes hiba Híró Szósicu!? Kjúsúszareta Bedzsitto (ヒーロー喪失!?吸収されたベジット)                               | 1995. július 26.     | 2014. január 28.                |
| Mielőtt Bubu felfalhatná a cukorkává változtatott Vegitot, az visszatámad. Mérete elég kicsi ahhoz, hogy a szörny ne tudjon vele mit kezdeni, de az ereje a régi. Ezért visszaváltoztatja, de Vegito elkezdi őt darabokra tépni. Mielőtt tízfelé hasítaná, egy kis darabja Vegito mögé kerül, s így körül tudja fonni és elnyelni magába a fuzionált csillagharcost. | |                      |                                 |
| 273 | Az ördögi labirintus Ma no Meikjú!! Bú no Onaka ni Nani ga Aru!? (魔の迷宮!!ブウの腹に何がある!?)                        | 1995. augusztus 2.   | 2014. január 28.                |
| Hiába nyeli el Bubu Vegitot, nem kapja meg annak képességeit, mert nem tudta teljesen elnyelni őt. Kiderül, hogy az szándékosan került be a lény testébe. Ott aztán megszűnik a fúzió, Vegita és Goku pedig elindulnak megmenteni barátaikat, hogy véget vessenek Bubu szörnyű erejének. Odabent először furcsa zöld trutyi támad Gokura, majd egy óriási kukac, amelyik fel akarja falni őt. | |                      |                                 |
| 274 | Vigyázó szemek Akumu ka Maboroshi ka!? Gokú to Gohan no Ojako Tajketsz (悪夢か幻か!?悟空と悟飯の親子対決)                | 1995. augusztus 9.   | 2014. január 29.                |
| Goku rátámad a kukacra, aki az apjáért kiált. Az megjelenik, de segítség helyett leszidja a fiát. Összebarátkoznak, és útbaigazítják a harcost. Bubu fejében megtalálják Sátán, Gohan, és Gotenks mását, akik azonban csak a lény gondolataiban léteznek. Miután túljutottak a trükkös részen, végre meglelik barátaikat, eszméletlenül, de életben. | |                      |                                 |
| 275 | A kétfejű szörny Madzsin no Himitsz!! Bú no Naka ni Futari no Bú (魔人の秘密!!ブウの中に2人のブウ)                       | 1995. augusztus 16.  | 2014. január 29.                |
| Goku és Vegita kiszabadítják barátaikat, minek hatására Bubu visszafejlődik. Közben megtalálják a kövér Bubut is, és megpróbálnak rájönni arra, mi történt. A gonosz Bubu azonban több darabban megjelenik önmagában, és eldöntötte, hogy magába olvasztja Gokut és Vegitát. | |                      |                                 |
| 276 | A szabadban Degucsi va Doko Da!? Kuzureru Bú kara Dassutsz (出口はどこだ!?崩れるブウから脱出)                            | 1995. augusztus 23.  | 2014. január 30.                |
| Goku megmenti Vegitát az elnyeletéstől, és aztán felveszi a harcot Bubuval. Mire ereje végére érne, Vegita kiszabadítja a kövér Bubut, és ezt kihasználva meg akarnak szökni. Egy hosszú, labirintusszerű útvesztőn át jutnak ki Bubu testéből ott, ahonnét a gőz is távozik. Most, hogy mindannyian kint vannak, Bubu gyerekké változik. | |                      |                                 |
| 277 | Egy bolygó pusztulása Csikjú Sómec!! Bú Jaaku e no Gjakuhensin (地球消滅!!ブウ邪悪への逆変身)                            | 1995. szeptember 6.  | 2014. január 30.                |
| Fény derül a Kaitók történelmére. Valamikor négy Kaitó volt, a négy égtájnak megfelelően, és az élükön egy vezető állt. Bubu eredeti alakja pedig az a gyerek volt, akivé most visszaváltozott. Megölte az északi és nyugati Kaitót, a délit pedig magába olvasztotta, akárcsak a vezetőjüket, ezzel külsejét is felvéve. Közben a kölyök Bubu a világ elpusztítására készül egy hatalmas energiagömbbel, ezért a legfőbb Kaitó átteleportálja Gokut, Vegitát, Dendét, és Herkulest az istenek birodalmába. | |                      |                                 |
| 278 | A tragédia folytatódik Bū Raishū!! Kaiōshinkai de Ketchaku da (ブウ来襲!!界王神界で決着だ)                               | 1995. szeptember 13. | 2014. január 31.                |
| Bubu helyrejön a Föld elpusztítása után, és elindul galaxisról galaxisra. Mindent elpusztít maga előtt, ahol nem találja meg Gokut és Vegitát. Végül megtalálja az istenek birodalmát. Bár a fúziós fülbevalókat felajánlják nekik, a csillagharcosok visszautasítják. Végül, hogy odacsalják a szörnyet, megnövelik a harci kapacitásukat. | |                      |                                 |
| 279 | Katasztrófa a másvilágon Mirai o cukame!! Ucsú o Kaketa Daikesszen (未来をつかめ!!宇宙をかけた大決戦)                    | 1995. szeptember 20. | 2014. január 31.                |
| A legfőbb Kaitó és a többiek elteleportálnak egy távoli helyre, hogy ne legyenek a harcosok útjában. A bolygón felejtik azonban Herkulest és a kutyát. Goku kő-papír-olló küzdelem útján megszerzi a jogot, hogy második szintű szuper csillagharcosként elsőnek küzdjön meg Bubuval. A szörny energiagömbjével bombázza a bolygót, és az ereje is túl nagynak tűnik, ezért Gokunak nincs más választása, mint a harmadik szintű szuper csillagharcossá válás. | |                      |                                 |
| 280 | Son Goku, az adu ász Bedzsíta Dacubó!! Gokú Omae ga Nanbá van da (ベジータ脱帽!!悟空おまえがNo.1だ)                      | 1995. október 18.    | 2014. február 1.                |
| Goku és Bubu folytatják a küzdelmet, és a szörny keményen megsebzi Gokut egy újabb gömbbel. Goku egy Kamehameha segítségével visszaveri a támadást, de ezzel ereje végére jut, és visszaváltozik. Ekkor Vegita következik, de ő láthatóan gyengébb. Az utolsó pillanatban aztán Goku is visszatér harmadik szintű formájában. Vegita felidézi az eddigi harcokat, és végre elismeri, hogy Goku jobb nála. | |                      |                                 |
| 281 | Az igazság pillanata Taenuke Bedzsíta!! Inocsigake no Ippunkan (耐え抜けベジータ!!命がけの1分間)                         | 1995. november 1.    | 2014. február 1.                |
| Goku úgy tűnik, végre felülkerekedik, ám fokozatosan elkezd kifáradni, és végül ereje végére jut. Vegita eleinte nem hajlandó segíteni, mert tudja, hogy ha még egyszer meghalna, többé nem tudna feltámadni, de aztán mégis összecsap Bubuval. Goku eközben megpróbálja összeszedni minden erejét, de a folyamat elhúzódik, Vegita pedig nagy bajba kerül. | |                      |                                 |
| 282 | Váratlan fordulat Szatan o Idzsimeru na!! Ganszo Bú Fukkatsz (サタンをいじめるな!!元祖ブウ復活)                          | 1995. november 8.    | 2014. február 2.                |
| Bubu majdnem megöli Vegitát, de ekkor Herkules száll vele szembe. Bár ő azt hiszi, hogy csak álmodik, ami történik, az sajnos a valóság, és az ereje nevetségesen kicsi. A kövér Bubu azonban a gonosz felé kerekedik, és elhagyja a testét, megvédve így barátját. Goku próbálkozik ugyan, de képtelen több erőt összeszedni. | |                      |                                 |
| 283 | A Namek sárkánya Bedzsíta no Hiszaku!! Porunga to Futac no Negai (ベジータの秘策!!神龍と2つの願い)                       | 1995. november 15.   | 2014. február 2.                |
| A kövér Bubu sokkal gyengébb, mint a gyermek változata, hiába próbál neki segíteni Herkules. Vegitának támad egy ötlete: megkéri Dendét, hogy utazzon az új Namekre és keresse meg a kristálygömböket. A lakosok már megtették ezt helyette, így előadhatja Porungának két kívánságát: hogy a Föld álljon vissza régi állapotába, és hogy támadjon fel minden jó ember, aki a Harcművészetek Nagytornája óta meghalt. Ennek köszönhetően Vegita is visszakerül az életbe, s végre kiderül, mi tervének a lényege: a lélekbomba alkalmazhatósága.                                                                                     | |                      |                                 |
| 284 | A Genki golyó Szaigo no Kibó!! Cukuru ze Dekkai Genkidama (最後の希望!!作るぜでっかい元気玉)                             | 1995. november 22.   | 2014. február 3.                |
| Mivel mindenki feltámadt, Vegita Kaitón keresztül szól a Föld lakosságához. Hogy Goku elég erőt nyerjen, a Föld lakosságának egyszerre kellene koncentrálnia és átadnia erejét. Ám sajnos egy ismeretlen hangra nem nagyon akarnak felfigyelni az emberek. Közben a kövér Bubu és a gyerek Bubu küzdelme egyre kiélezettebb, Goku pedig továbbra is gyenge. | |                      |                                 |
| 285 | A hálátlan áldozatok Csókangeki!! Dekita ze Minna no Genkidama (超感激!!できたぜみんなの元気玉)                          | 1995. november 29.   | 2014. február 3.                |
| Vegita felszólítása továbbra is hiábavaló, ráadásul kénytelen a kövér Bubu helyett felvenni a harcot a kölyök Bubuval. Sajnos azonban könnyűszerrel legyőzik. Goku is próbál fohászkodni, de az ő hangját is nagyon kevesen ismerik fel, ezért a Földön Sátán, Gohan, Goten, és Trunks próbálják rávenni az embereket, hogy segítsenek. Végül Herkulesnek lesz elege, és ő szól az emberekhez. A Föld bajnokát már mindenki felismeri, és boldogan adnak az erejükből - a lélekbomba készen áll. | |                      |                                 |
| 286 | Son Goku támadásba lendül Jappari Szaikjó Son Gokú!! Madzsin Bú Sómec (やっぱり最強孫悟空!!魔人ブウ消滅)                 | 1995. december 13.   | 2014. február 4.                |
| Goku készen áll, hogy elengedje a lélekbombát, de Vegita útban van. A kövér Bubu lesz az, aki végül segít neki, és a támadás a kölyök Bubu ellen irányulhat. Ám az elég erős ahhoz, hogy visszaverje a csapást. Vegitának ekkor eszébe jut, hogy van még egy kívánsága, és azt kéri a sárkánytól, hogy Goku ereje újra legyen a normális. Ez már elég lesz ahhoz, hogy végezzen a szörnnyel, de a halála előtt Goku azt kívánja magában, hogy a lény egy napon szülessen újjá egy boldogabb életben. | |                      |                                 |
| 287 | Vissza a békés hétköznapokba Modotta Heiva!! Szeigi no Mikata Madzsin Bú!? (戻った平和!!正義の味方魔人ブウ!?)            | 1995. december 20.   | 2014. február 4.                |
| Dende visszatér az istenek birodalmába, és meggyógyítja a harcosokat. És bár Vegita tiltakozik ellene, Goku és Herkules kérésére felgyógyítja a kövér Bubut is. Végül Dende otthonában Gokuék találkoznak a barátaikkal, és Goku is visszakapja az életét. Hat hónappal később egy utolsó kívánság formájában azt kérik, hogy az emberek emlékezetéből törlődjön ki a sok rossz, ami történt, így a kövér Bubut be tudja magába fogadni a társadalom. Az élet visszatér a normális kerékvágásba. | |                      |                                 |
| 288 | A megtalált boldogság Oszoi ze Gokú! Minna de Páti!! (遅いぜ悟空!みんなでパーティ!!)                                     | 1996. január 10.     | 2014. február 5.                |
| Bulma mindenkit áthív magukhoz egy barbecue-partira. Gokuék azonban nem tudnak elindulni, mert a családfő nincs meg. Goku egy hegycsúcson figyel néhány tojást, amelyek ki készülnek kelni. Megvédi őket az időjárástól és a ragadozóktól, majd amikor végre kikelnek, ő is elindul, hogy részt vegyen a partin. | |                      |                                 |
| 289 | A harmadik generáció Gokú Odzsiicsan! Vatashi ga Pan jo!! (悟空おじいちゃん!私がパンよ!!)                                | 1996. január 17.     | 2014. február 5.                |
| Tíz év telt el az utolsó harc óta. Gohan végül beváltotta álmát, és nagy tudós lett, Trunks és Goten pedig tinédzserek. Míg Goku Gotent tréningezi, Bulmának és Vegitának született még egy gyereke. A két büszke apa, Goku és Vegita, beneveznek fiaikkal, Gotennel és Trunksszal a Harcművészetek Nagytornájára. Gohan is megjelenik, ám mindenki nagy meglepetésére nem ő, hanem lánya, Pan nevez be, méghozzá a felnőttek között. | |                      |                                 |
| 290 | A régi ismerős Oira va Úbu! Ima dzsusszai de Moto Madzsin!? (オイラはウーブ!今10歳で元魔人!?)                            | 1996. január 24.     | 2014. február 6.                |
| Pan tanúbizonyságát adja annak, milyen nagyszerű harcos. Eközben Goku egy különös fiatalemberrel, Uubbal csap össze, aki nem más, mint Bubu reinkarnációja. A srác nem egy agresszív típus, ezért Goku szándékosan kiprovokálja, hogy harcolhassanak. | |                      |                                 |
| 291 | Son Goku új életet kezd Motto cujoku!! Gokú no jume va Csó Dekké (もっと強く!!悟空の夢は超でっけえ)                      | 1996. január 31.     | 2014. február 6.                |
| Uub még eléggé tapasztalatlan, de Goku is látja, hogy szemlátomást nagyon tehetséges. Azonban mikor rájön, hogy a harcos még repülni sem tud, elhatározza, hogy elutazik vele a falujába és edzeni fogja. Miközben a nagytornán változatos és izgalmas harcok zajlanak, Goku elmegy Uubbal, hogy felkészítse a Föld jövendő védelmezőjét. | |                      |                                 |